# Venustransit
Ein Venustransit (von lateinisch transitus ‚Durchgang‘, ‚Vorübergang‘), auch Venusdurchgang oder Venuspassage, ist ein Vorbeiziehen des Planeten Venus vor der Sonne. Die mit Fernrohr, manchmal auch freiäugig (mit Filterbrille) beobachtbare Erscheinung tritt in etwa 243 Jahren nur viermal auf (nach 8, weiteren 121½, weiteren 8 und weiteren 105½ Jahren), weil Venus- und Erdbahn ein wenig gegeneinander geneigt sind.
Nach den Venusdurchgängen der Jahre 1874, 1882 und 2004 fand der letzte am 6. Juni 2012 zwischen etwa 0:00 Uhr und 7:00 Uhr MESZ statt. Der nächste wird sich erst wieder am 11. Dezember 2117 ereignen.
Die Venus hat beim Transit einen scheinbaren Durchmesser von 1′ (1/30 der Sonnenscheibe) und erscheint im Gegensatz zu den Sonnenflecken völlig schwarz.
Historisch hatte die präzise Vermessung solcher Durchgänge große Bedeutung für die Bestimmung der Distanz Erde–Sonne (Astronomische Einheit) und gab Anlass für viele Expeditionen und Messkampagnen bedeutender Institute und Wissenschaftler. Seit 1900 erfolgte die Entfernungsbestimmung im Sonnensystem mittels erdnaher Asteroiden (NEA), heute mit Raumfahrt- und Radar-Methoden.

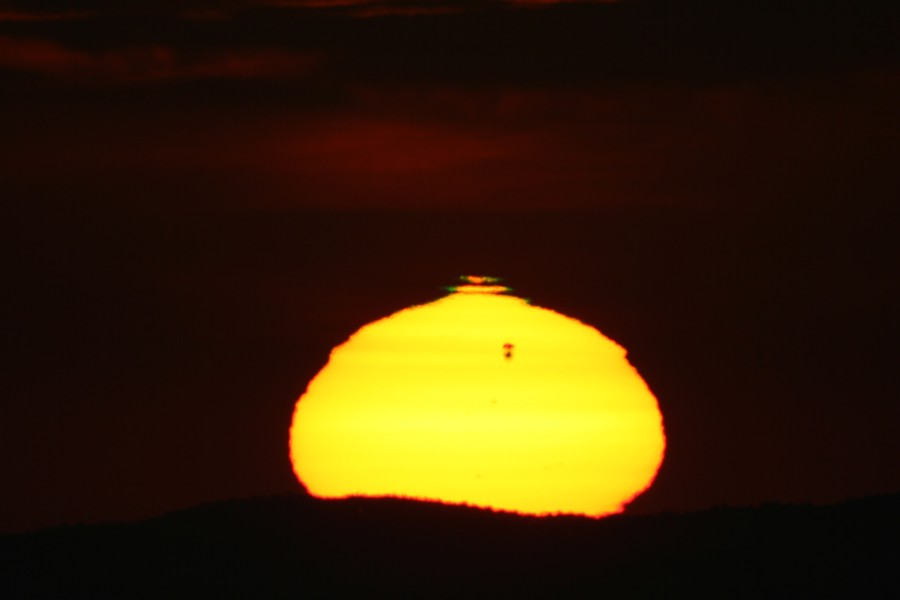
Sonnenaufgang mit der Venus vor der Sonne: Dresden, 6. Juni 2012, 4:53 Uhr (UTC+2). Infolge der horizontnahen Atmosphärenschichtung erscheint die Sonne verzerrt und die als dunkler Punkt vor der Sonne stehende Venus verdoppelt.

## Grundlagen

Der Venustransit vom 8. Juni 2004

Die Neigung der Venusbahn

Bei einem Venustransit stehen Sonne, Venus und Erde exakt in einer Linie. Das Prinzip dieser seltenen planetaren Konstellation ist dem einer Sonnenfinsternis gleich, bei der sich der Mond vor die Sonne schiebt und diese verdunkelt. Allerdings ruft ein Venustransit wegen der großen Distanz zwischen Erde und Venus keine Verdunkelung auf der Erde hervor. Die Venus deckt im Gegensatz zum Mond nur einen winzigen Bruchteil (ca. ein Tausendstel) der Sonnenfläche ab. Sie wandert scheinbar als winziges tiefschwarzes Scheibchen im Verlauf von mehreren Stunden westwärts über die Sonne.
Die vorletzte Venuspassage ereignete sich am 8. Juni 2004. Für Wien oder Frankfurt am Main dauerte sie von 7:20 Uhr bis 13:23 Uhr MESZ. Zum Zeitpunkt des Transits betrug die Distanz zwischen Venus und Erde mehr als 42 Millionen Kilometer, von Venus zur Sonne etwa 109 Millionen. Wegen des guten Wetters konnte das Phänomen in großen Teilen Europas beobachtet werden. Dazu war nicht unbedingt ein Prismenfernglas oder Teleskop notwendig; eine Schutzfolie für die Augen genügte. Es fanden auch koordinierte Parallelmessungen in Südasien und Australien statt.
Ein Venustransit ist ein sehr seltenes Ereignis, von dem es in 130 Jahren nur zwei gibt, und zwar abwechselnd nach einem kurzen Abstand von acht und einem langen Abstand von über 100 (je nach Knoten 105 bzw. 122) Jahren. Der Abstand zwischen fünf Transiten ist also periodisch und beträgt etwa 243 Jahre, 1 Tag und 22 Stunden. Der letzte fand am 5. und 6. Juni 2012 statt, der vorletzte am 8. Juni 2004, dessen Vorgänger war am 6. Dezember des Jahres 1882 zu beobachten. Im 20. Jahrhundert fand kein einziger Venusdurchgang statt. Ein Venustransit ist deshalb tatsächlich ein astronomisches Jahrhundertereignis und schon aufgrund seiner Seltenheit ein die Beobachtung lohnendes Himmelsschauspiel. Allerdings muss man dabei unbedingt geeignete, hitzesichere Sonnenfilter benutzen, da man ansonsten erblinden könnte.
Ursache für die Seltenheit des Venustransits ist die Neigung der Venusbahn gegenüber der Erdbahnebene um 3,4°. Daher steht die Venus nicht bei jeder unteren Konjunktion ausreichend genau zwischen Erde und Sonne, sondern läuft in 98–99 von 100 Fällen ober- oder unterhalb der Sonne „vorbei“. Bei identischen Bahnebenen könnte man den Venusdurchgang alle 1,6 Jahre beobachten.
Diese untere Konjunktion tritt in Abständen von 579 bis 589 Tagen ein, wenn die Venus auf ihrer sonnennäheren Bahn die Erde „überholt“. Dabei wechselt sie von der Rolle des Abendsterns zu der des Morgensterns. Neun Monate später steht sie dann hinter der Sonne (obere Konjunktion). Einen ähnlichen, nur viel rascheren Zyklus von 116 Tagen (synodische Umlaufzeit) hat der sonnennächste Planet Merkur.

### Die inneren Planeten Venus und Merkur
Von der Erde aus gesehen gibt es also zwei Planeten, bei denen ein Planetentransit vorkommen kann: Merkur und Venus, deren Umlaufbahnen innerhalb der Erdbahn verlaufen. Analog zum Venustransit spricht man vom Merkurtransit, wenn der nach dem geflügelten Götterboten benannte Planet genau zwischen uns und der Sonne steht. Merkurdurchgänge treten viel häufiger auf als bei Venus – allein im 21. Jahrhundert sind es vierzehn: Der erste davon fand am 7. Mai 2003 statt, der 14. wird am 10. November 2098 auftreten. Während sich Venuspassagen in unserer Epoche in den Monaten Juni und Dezember abspielen, finden Merkurpassagen im Mai und November statt. Dies hängt mit der Lage der Bahnebenen und ihren Schnittlinien (Knoten) zusammen.
Allerdings bewegen sich die Schnittlinien zwischen den Ebenen der Erd- und Venusbahn langsam weiter, womit sich die Zeitpunkte der Venustransite langsam auf spätere Termine im Jahr verschieben. So werden ab dem Jahr 4700 Venusdurchgänge im Januar und Juli und nicht mehr im Dezember und Juni stattfinden.

## Ablauf eines Venustransits

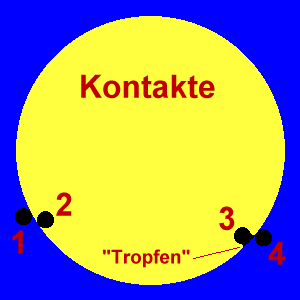
Schema der vier Kontakte und des Tropfenphänomens

Ein Transit eines Planeten vor der Sonne kennt vier Kontakte.
Der erste Kontakt ist die Berührung des Planetenscheibchens mit der Sonne. Wenige Sekunden später kann man bei Kenntnis der genauen Lage auf der Sonnenscheibe die Eindellung sehen. Als zweiten Kontakt bezeichnet man den Zeitpunkt, wenn das Scheibchen komplett vor der Sonne steht und noch kein Stück Sonne zwischen Planet und Scheibenrand zu sehen ist. Danach wandert der Planet scheinbar vor der Sonne her. Der dritte und vierte Kontakt ist die Umkehr des zweiten und ersten Kontaktes. Da man beim Austritt die genaue Lage des Planeten vor der Scheibe kennt, kann der Austritt immer genau bis zum Ende beobachtet werden.
Kurz vor dem zweiten und nach dem dritten Kontakt ist der Lomonossow-Effekt zu beobachten, der auf eine Beugung der Sonnenstrahlen durch die oberen Schichten der Venusatmosphäre zurückzuführen ist.
Unmittelbar nach dem zweiten und vor dem dritten Kontakt kann häufig das Tropfenphänomen beobachtet werden.
Bei der Beobachtung durch ein Teleskop oder auf Fotos erscheint die Venus nicht kreisrund, sondern zum Sonnenrand hin wie ein Tropfen verformt. Die Ursache des Phänomens ist allerdings nicht – wie früher behauptet – der Nachweis der dichten Venusatmosphäre, sondern liegt in dem begrenzten Auflösungsvermögen einer jeden zum Beobachten nötigen optischen Anordnung, wie sie ein Fotoobjektiv oder ein Teleskop darstellen.

## Historische Venusdurchgänge
| Datum des mittleren Transits | Zeit (UTC) | Zeit (UTC) | Zeit (UTC) |
| Datum des mittleren Transits | Beginn     | Mitte      | Ende       |
| ---------------------------- | ---------- | ---------- | ---------- |
| 9. Mai 1650 v. Chr.          | 21:54      | 00:45      | 3:35       |
| 6. Mai 1642 v. Chr.          | 14:26      | 18:02      | 21:32      |
| 7. Dezember 1631             | 3:51       | 5:19       | 6:47       |
| 4. Dezember 1639             | 14:57      | 18:25      | 21:54      |
| 6. Juni 1761                 | 2:02       | 5:19       | 8:37       |
| 3. Juni 1769                 | 19:15      | 22:25      | 1:35       |
| 9. Dezember 1874             | 1:49       | 4:07       | 6:26       |
| 6. Dezember 1882             | 13:57      | 17:06      | 20:15      |
| 8. Juni 2004                 | 5:13       | 8:20       | 11:26      |
| 5./6. Juni 2012              | 22:09      | 1:29       | 4:49       |
| 11. Dezember 2117            | 23:58      | 2:48       | 5:38       |
| 8. Dezember 2125             | 13:15      | 16:01      | 18:48      |

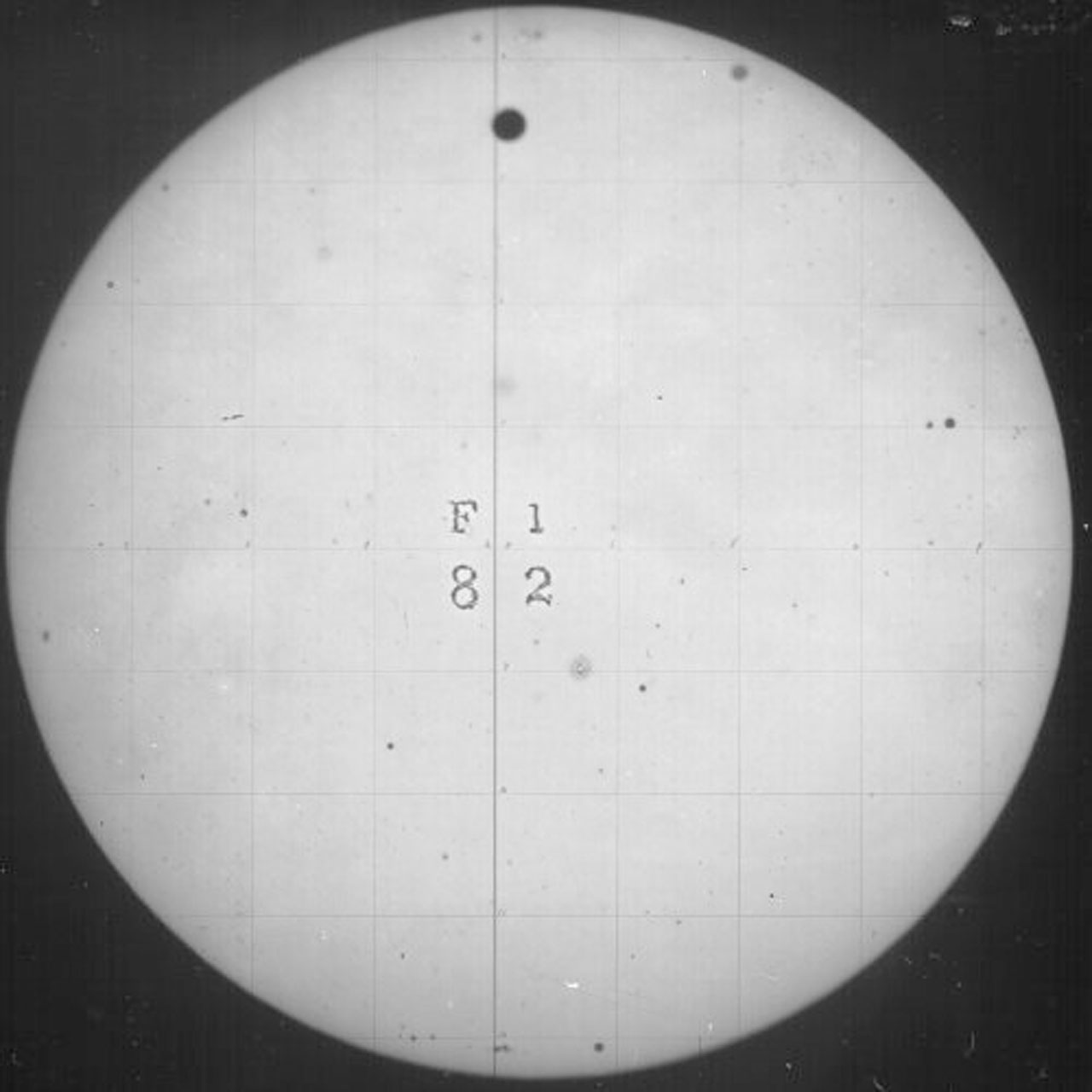
Aufnahme des Venustransits am 6. Dezember 1882 (US Naval Observatory Library); dieses Foto der amerikanischen Transit-Expedition ist wahrscheinlich eine der ältesten Fotografien der Venus.

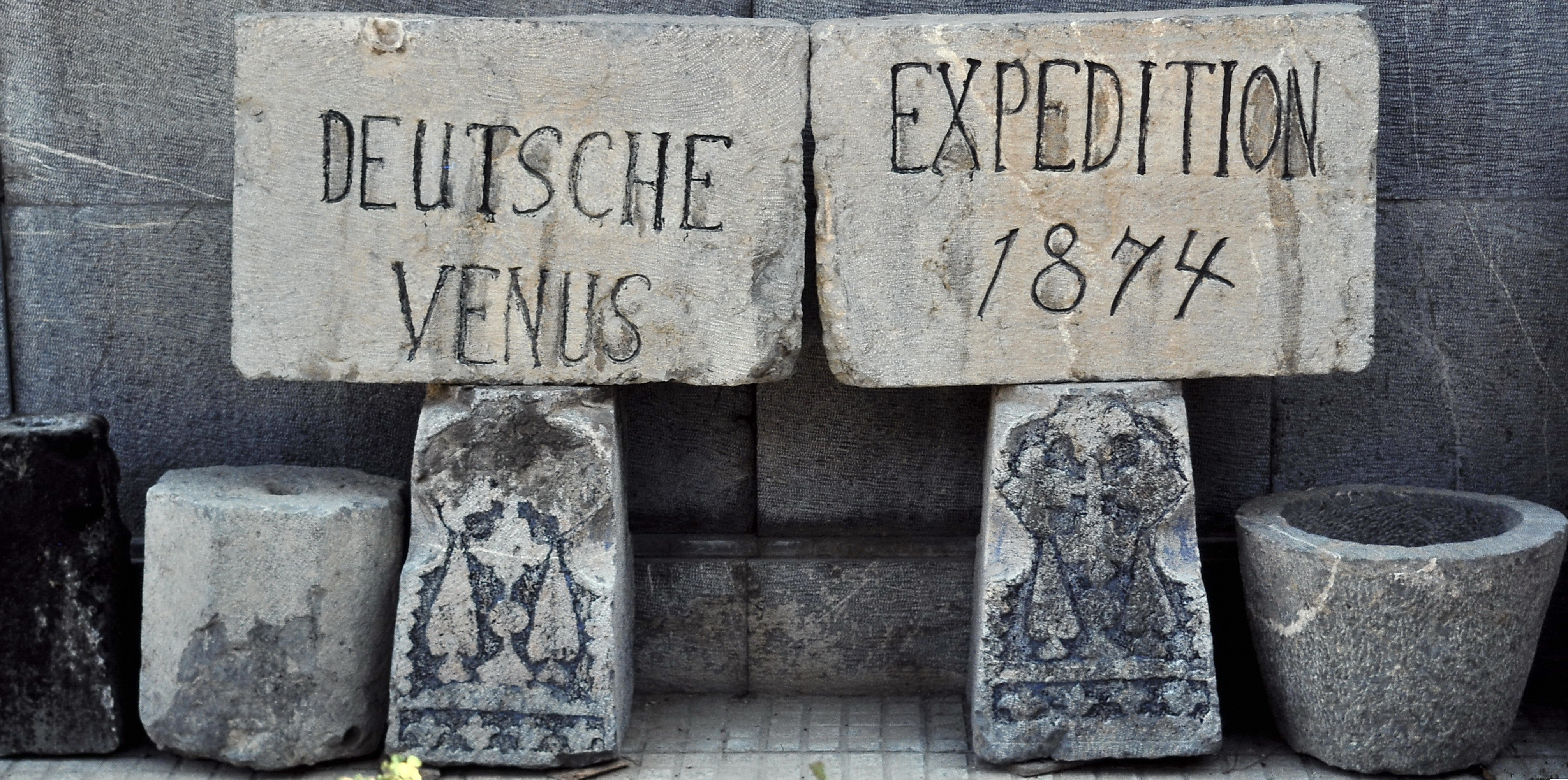
Gedenksteine der deutschen Venusexpedition von 1874

Johannes Kepler hatte erstmals einen Venusdurchgang vorausberechnet, jenen von 1631. Dieser war aber nicht von Europa aus zu sehen, da für alle europäischen Beobachter die Sonne zur Zeit des Durchgangs unter dem Horizont stand. Das wissenschaftliche Potential des Ereignisses wurde noch nicht erkannt. Kepler starb 1630, der darauf folgende Durchgang von 1639 konnte mit den Bahndaten Keplers nicht vorausgesagt werden, da sie um einige Stunden zu ungenau waren. Der Engländer Jeremia Horrocks konnte bei Berechnungen im Oktober 1639 auf der Basis von Keplers und anderer Angaben diese Ungenauigkeiten erkennen und korrigieren. Er stellte fest, dass ein weiterer Durchgang bald folgen würde. Dieser Venustransit am 4. Dezember 1639 war der erste, der nachweislich beobachtet wurde, und zwar von Jeremia Horrocks selbst sowie von William Crabtree. In der kurzen Vorbereitungszeit konnte Horrocks nur seinen Freund Crabtree für eine zweite Beobachtung rechtzeitig alarmieren.

## Bestimmung der Distanz Erde–Sonne (Astronomische Einheit AE)
In der Astronomie lernte man relativ früh, Winkelabstände zwischen astronomischen Objekten mit immer größerer Genauigkeit zu messen. Was man jedoch zunächst nicht messen konnte, waren die Entfernungen der Himmelskörper. Sobald man erst einmal eine solche Distanz bestimmt hatte, konnten damit auch die übrigen Entfernungen im Planetensystem ermittelt werden, da aufgrund des Dritten Keplerschen Gesetzes die Verhältnisse der Planetenabstände untereinander bereits bekannt waren.
Es war üblich, die Entfernung zur Sonne durch deren Horizontalparallaxe auszudrücken, das heißt durch den halben Winkel, um den die Sonne vor dem Fixsternhintergrund verschoben erscheint, wenn sie gleichzeitig von zwei sich gegenüber auf der Erde befindlichen Orten betrachtet wird (unter dem ganzen  Winkel erscheint auch der Erddurchmesser von der Sonne aus betrachtet). Der moderne Wert des halben Winkels beträgt 8,794148″, entsprechend einer Länge von 149.597.870 km für die Astronomische Einheit.

### Geschichte der Sonnenparallaxe
Aristarch fand als Erster eine im Prinzip korrekte Methode, anhand der Winkel in dem bei Halbmond rechtwinkligen Dreieck Erde-Mond-Sonne die Sonnenparallaxe zu bestimmen, erhielt aber das aus heutiger Sicht unbefriedigende Ergebnis, die Sonne sei mehr als 18 Mal, aber weniger als 20 Mal so weit entfernt wie der Mond (in Wirklichkeit ist sie etwa 390 Mal so  weit entfernt). Da der Mond eine damals bereits gut bekannte Horizontalparallaxe von etwa 60' hat, ergibt sich daraus eine Sonnenparallaxe von etwa 3'. 
Hipparch ermittelte aus der Geometrie der Mondfinsternisse ebenfalls einen Wert von 3’. Dieser Wert wurde traditionell bis ins späte 16. Jahrhundert verwendet.
Kepler bemerkte beim Studium von Tycho Brahes Marsbeobachtungen, dass mit den damaligen Mitteln keine Marsparallaxe messbar war, dass also die noch kleinere Sonnenparallaxe nicht größer als 1’ sein konnte.
Die Mars-Opposition des Jahres 1672 wurde gleichzeitig von Jean Richer in Cayenne und G. D. Cassini in Paris beobachtet, welche aus der gemessenen Marsparallaxe eine Sonnenparallaxe von 9 1⁄2″ ableiteten, bei allerdings erheblicher Streuung der Einzelwerte.
Lacaille konnte seine zwischen 1751 und 1754 am Kap der Guten Hoffnung angestellten Positionsmessungen von Mars und Venus mit europäischen Beobachtungen vergleichen und erhielt eine Sonnenparallaxe von 10,20″. Diese und alle anderen Parallaxenbestimmungen (die meisten bei Marsoppositionen) blieben aber stets am Rande der Messbarkeit, so dass sich bis ins 18. Jahrhundert als Konsens lediglich die Ansicht etablieren konnte, die Sonnenparallaxe müsse kleiner als etwa 15″ sein.

### Halleys Methode
Der Venustransit war die historisch erste Möglichkeit, Entfernungen im Sonnensystem präzise zu bestimmen. Dabei beobachtete man den Transit von verschiedenen Punkten auf der Erde aus, die möglichst weit in Nord-Süd-Richtung auseinanderliegen. Von den unterschiedlichen Punkten aus wurde beobachtet, dass die Venus verschieden nahe am Mittelpunkt der Sonne vorbeilief, vom Nordpol aus gesehen etwas tiefer, vom Südpol aus etwas höher („Parallaxe“). Im Endeffekt konnte aus dem bekannten Abstand der Beobachtungspunkte auf der Erde der Abstand der Erde von der Sonne berechnet werden.

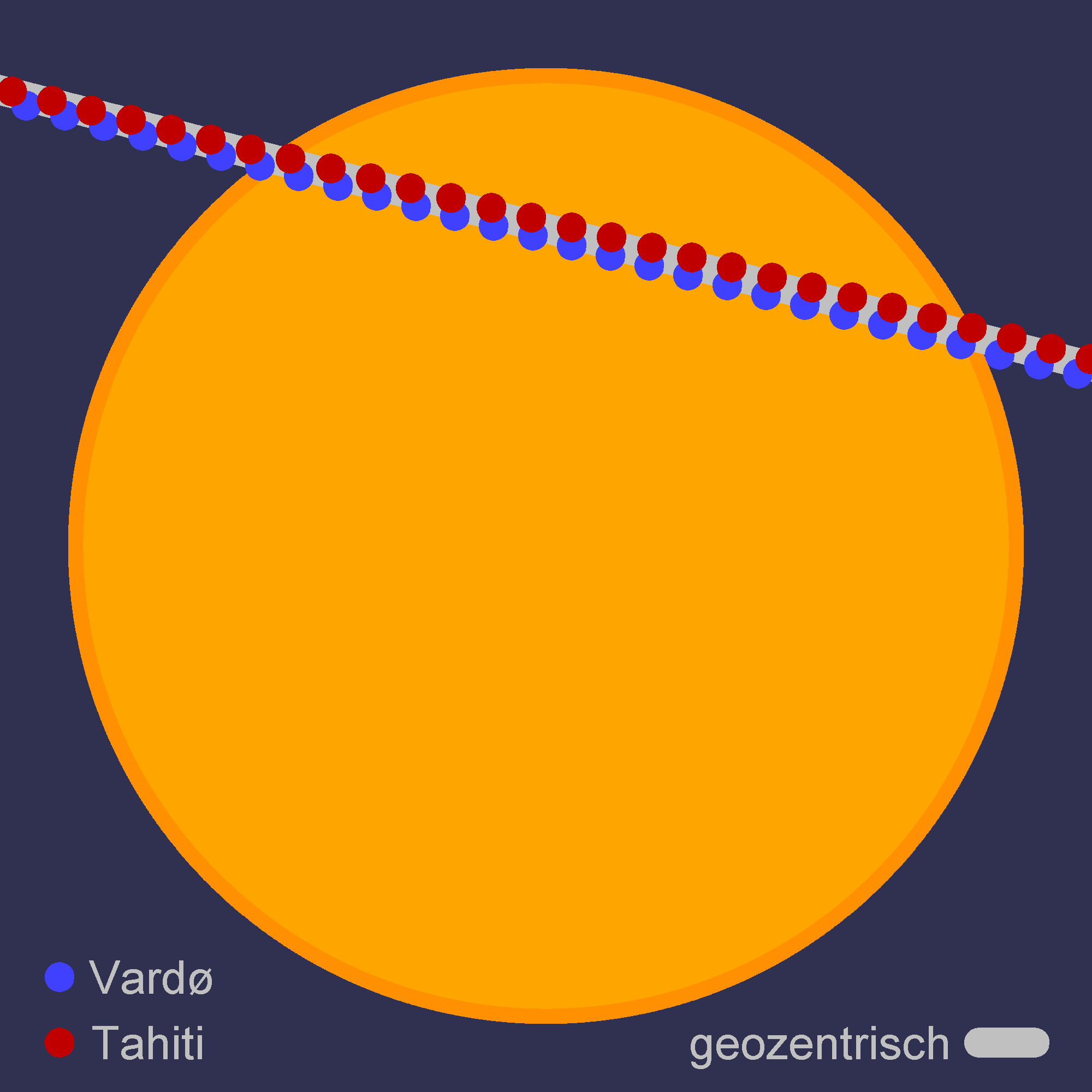
Vergleich der gleichzeitig beobachteten Venuspositionen während des Transits von 1769, für einen südlichen Beobachter auf Tahiti und einen nördlichen Beobachter in Vardø (Norwegen)

Edmond Halley hatte 1716 erkannt, dass bei einem Transit die Parallaxe der Venus anstelle von Winkelmessungen auch und wesentlich genauer durch Zeitmessungen ermittelt werden konnte. Die nebenstehende Grafik zeigt als Beispiel die Positionen der Venus vor der Sonnenscheibe während des Transits von 1769, wie sie sich Beobachtern auf Tahiti (Pazifik) und in Vardø (Norwegen) darboten. Von Tahiti aus gesehen durchlief Venus wegen des Beobachterstandorts auf der südlichen Hemisphäre eine nördlichere und damit kürzere Sehne auf der Sonnenscheibe. Der seitliche Versatz beider Sehnen konnte durch Winkelmessungen, vor allem aber auch durch Vergleich der an beiden Standorten beobachteten Transitdauer ermittelt werden.
Darüber hinaus bewegte sich die Venus von Tahiti aus gesehen scheinbar schneller über die Sonnenscheibe als von Vardø aus gesehen, da der Beobachter auf Tahiti sich näher am Äquator befand und während der Beobachtung infolge der Erdrotation einen größeren Bogen zurücklegte. Hinzu kommt, dass Vardø sich während des Transits auf der sonnenabgewandten Erdseite befand, die Mitternachtssonne jedoch über den Pol hinweg beobachten konnte. Während Vardø sich infolge der Erdrotation in dieselbe Richtung bewegte wie die die Erde überholende Venus, wurde Tahiti in entgegengesetzte Richtung getragen. Dadurch wurde die scheinbare Geschwindigkeit der Venus vor der Sonnenscheibe für Vardø verringert, für Tahiti hingegen vergrößert. Auch aus diesem Grund erfolgte für den Beobachter auf Tahiti der Eintritt der Venus später und ihr Austritt früher als für den Beobachter in Vardø.
Der Unterschied zwischen den Venusparallaxen für die beiden Beobachter konnte daher durch Zeitmessungen ermittelt werden, die damals prinzipiell bereits mit Sekundengenauigkeit möglich waren. Der Vergleich der Parallaxenmessungen mehrerer möglichst weit voneinander entfernter Beobachter an bekannten Standorten erlaubte dann, die Entfernung zur Venus durch Triangulation zu bestimmen. Die Ergebnisse der Auswertungen waren der Durchmesser der Sonne und die Radien der Planetenbahnen von Erde und Venus. Der mittlere Radius der Erdbahn wurde künftig als  Astronomische Einheit AE vor allem bei Größenangaben innerhalb des Planetensystems verwendet. Mit einer der beiden bestimmten Planetenbahnen und den einfach und sicher bestimmbaren Umlaufzeiten der Planeten konnten mit Hilfe des dritten Keplerschen Gesetzes die Radien der anderen Planetenbahnen errechnet werden. Da man erwartete, die Kontaktzeiten mit einer Unsicherheit von nur wenigen Sekunden beobachten zu können, hätte ein Venustransit erlaubt, die Sonnenparallaxe auf mindestens 1/100″ genau zu bestimmen.
Da Halleys Methode erforderte, die Dauer des gesamten Transits zu messen, war ihre Anwendung auf jene Beobachtungsorte beschränkt, für die sowohl der Eintritt als auch der Austritt sichtbar waren. Delisle erarbeitete eine Methode, die auch die Beobachtung einzelner Transitphasen auswerten konnte, sofern für eine Phase Beobachtungen von mindestens zwei Orten vorlagen. Dadurch wurde die Anzahl möglicher Beobachtungsorte stark erweitert. Halleys Methode hatte allerdings den Vorteil, keine genaue Kenntnis der Längendifferenz der verglichenen Stationen vorauszusetzen, während für Delisles Methode die Koordinaten des Beobachtungsortes – insbesondere die damals nur mit großem Aufwand zu bestimmende geographische Länge – möglichst genau gemessen werden mussten.

## Die Venusdurchgänge im 18. und 19. Jahrhundert

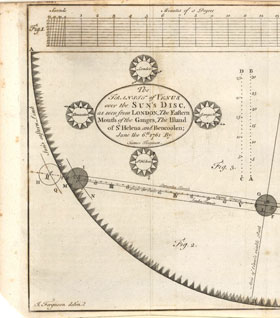
Der Venusdurchgang 1761, beobachtet von James Ferguson

### 1761
Gemäß der Anregung durch Halley und insbesondere später Delisle wurden Expeditionen an zum Teil sehr abgelegene Orte ausgesandt. So reiste Le Gentil nach Pondicherry in Indien (wo er wegen politischer Unruhen erst nach dem Durchgang ankam, dann im Lande blieb, um den Durchgang von 1769 zu beobachten, aber durch Wolken daran gehindert wurde), Pingré auf die Insel Rodrigues östlich von Madagaskar, Maskelyne nach St. Helena, Planman nach Kajaani, Chappe nach Tobolsk, Rumowski nach Selenginsk. Zusammen mit anderen Expeditionen und zahlreichen europäischen Beobachtern lagen schließlich brauchbare Ergebnisse von insgesamt 72 Stationen vor.
Damit war die Sonnenparallaxe erstmals klar in den Bereich der Messbarkeit gerückt. Aufgrund der uneinheitlichen Instrumentierung, unterschiedlicher Beobachtungsmethoden, vor allem aber des unerwarteten Tropfenphänomens, das die Zeitbestimmungen des zweiten und dritten Kontakts sehr unsicher machte, blieb die Genauigkeit der Ergebnisse jedoch weit hinter den Erwartungen zurück. Pingré erhielt in seiner Auswertung beispielsweise 10 1⁄2″, Short 8 1⁄2″, Hornsby 9 1⁄2″ usw.

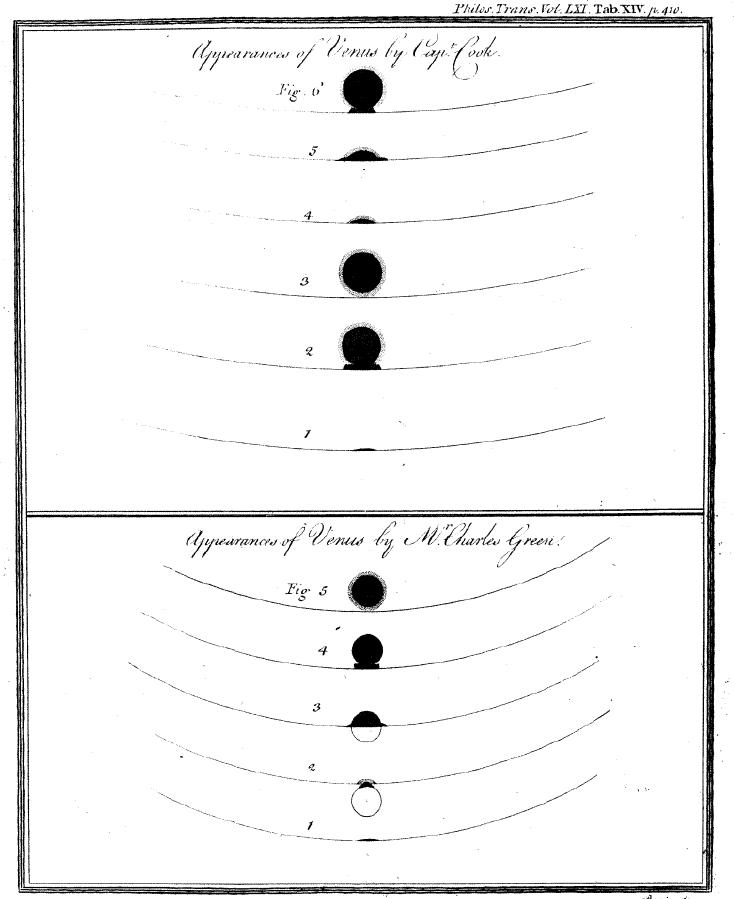
Die 1769 von James Cook und Charles Green auf Tahiti beobachtete Erscheinung der Venus am Sonnenrand

### 1769
Auch für diesen Durchgang wurden wieder zahlreiche Expeditionen ausgerüstet. So beobachtete etwa James Cook in Begleitung von Green und Solander auf Tahiti, Alexandre Guy Pingré auf Haiti, Jean Chappe auf Baja California, Rittenhouse in Norriton und der Wiener Hofastronom Maximilian Hell als nördlichster Beobachter in Vardø. Die Russische Akademie der Wissenschaften in St. Petersburg richtete im Auftrag der Kaiserin Katharina II. acht Expeditionen aus: Im Norden mit dem russischen Astronomen Stepan Jakowlewitsch Rumowski und den beiden Schweizern Jean-Louis Pictet und Jacques-André Mallet auf der Halbinsel Kola, in Solowezki-Kloster, Kolgujew und Kandalaksha; im Osten mit Georg Moritz Lowitz und Iwan Iwanowitsch Islenjew in Jakutsk und Tobolsk; im Süden mit Johann Albrecht Euler in Astrachan und Orenburg. An der Vorbereitung und Auswertung der Expeditionen war auch Leonhard Euler beteiligt.
Insgesamt lieferten 77 Stationen verwertbare Beobachtungsdaten.
Die Ergebnisse fielen diesmal deutlich besser aus, verschiedene Auswerter erhielten allerdings aufgrund unterschiedlicher Rechenmethoden und verschiedener Arten, die Daten zu kombinieren, nach wie vor merklich voneinander abweichende Resultate, so beispielsweise
| Planman                   | Lalande | Lexell | Hell  | Maskelyne | Hornsby | Pingré | du Séjour |
| 8,43″                     | 8,50″   | 8,68″  | 8,70″ | 8,72″     | 8,78″   | 8,80″  | 8,84″     |
| im Mittel 8,681″ ± 0,052″ |         |        |       |           |         |        |           |

Encke unterzog die Gesamtheit der Daten von 1761 und 1769 einer gemeinsamen Auswertung unter Verwendung der neu entwickelten Ausgleichungsrechnung und erhielt eine Sonnenparallaxe von  8,578″ ± 0,077″, entsprechend einer astronomischen Einheit von 153,4 Millionen km.

### 1874

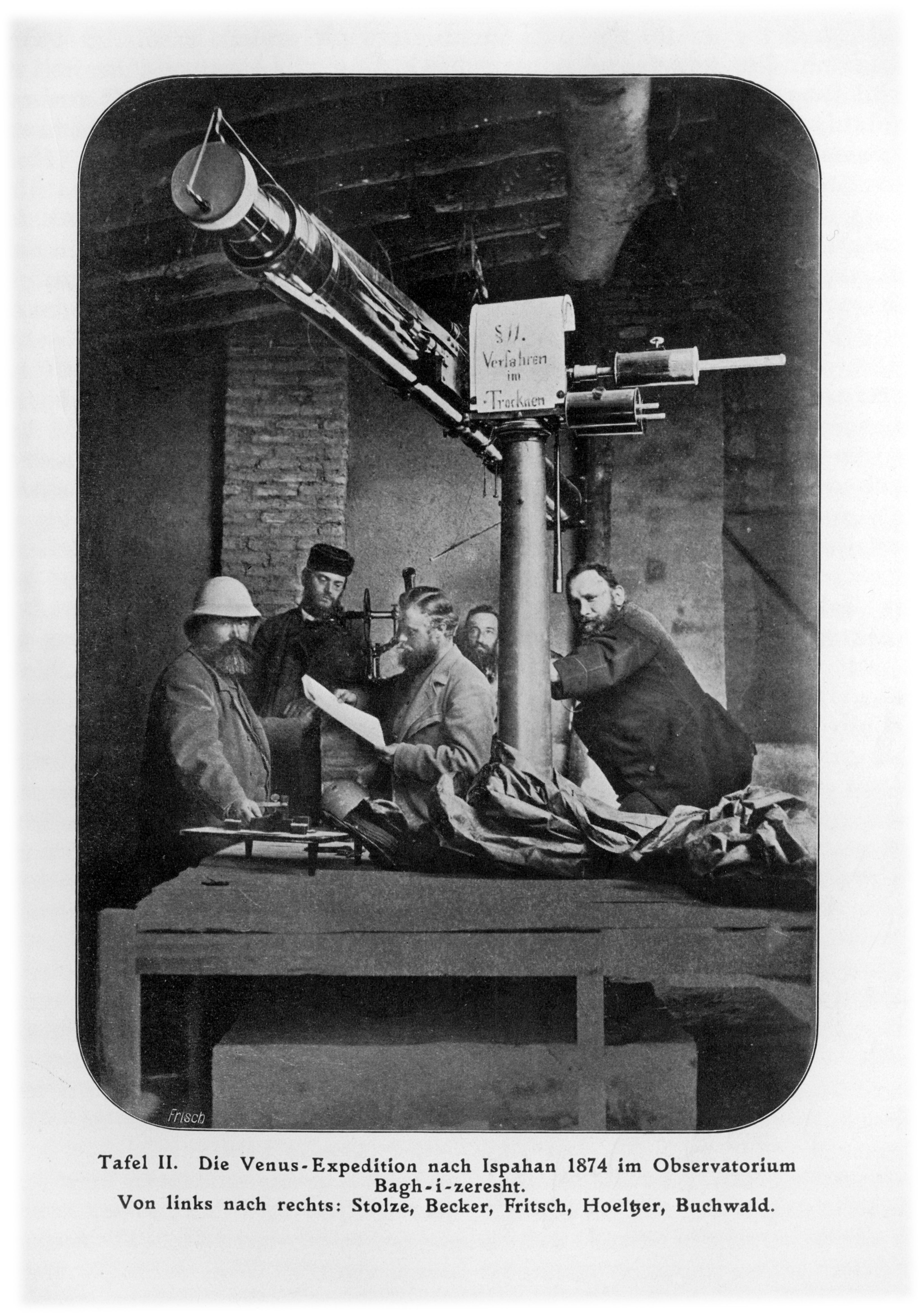
Eine deutsche Expedition beobachtete 1874 die Venus von Isfahan aus

Der Venusdurchgang von 1874 war für astronomische Messungen verhältnismäßig ungünstig. Er blieb von fast ganz Europa aus unsichtbar, lange Durchgangszeiten waren nur von Asien aus und kurze Durchgangszeiten von Australien, den Inseln des Südpazifiks und des südlichen Indischen Ozeans (hier insbesondere dem Kerguelen-Archipel) aus zu beobachten. Dennoch wurden erneut etwa 60 Expeditionen ausgesandt; die deutsche Wissenschaftexpedition wurde von Karl Nikolai Jensen Börgen geleitet, um zumindest Erfahrung mit den moderneren Instrumenten zu sammeln.
Es wurde allerdings festgestellt, dass auch mit einheitlichen Instrumenten versehene Beobachter am selben Ort die Kontakt-Zeitpunkte um zehn und mehr Sekunden unterschiedlich maßen, und dass die erstmals angewandten photographischen Positionsmessungen hinter der Genauigkeit traditioneller Mikrometermessungen zurückblieben.
Der Reisebericht der deutschen Expedition – mit ihrem Schiff Gazelle – wurde 1889 veröffentlicht.

### 1882
In Vorbereitung auf den Durchgang von 1882 erließ eine internationale Kommission Vorschläge für einheitliche Instrumentierungen und Beobachtungsmethoden. Insbesondere wurde festgelegt, dass im Falle des Auftretens eines Tropfenphänomens die zu bestimmenden Zeitpunkte das endgültige Zerreißen des „Bandes“ (beim Eintritt) bzw. sein erstmaliges Erscheinen (beim Austritt) sein sollte. Es machten sich 38 Expeditionen auf den Weg, hauptsächlich in die nördlichsten und südlichsten Teile des amerikanischen Kontinents.
Newcomb, dessen Bearbeitung der Durchgänge von 1761 und 1769 eine Sonnenparallaxe von 8,79″ ± 0,05″ ergeben hatte, erhielt nach Hinzufügen der Daten von 1874 und 1882 einen Wert von 8,79″ ± 0,02″. Damit war die Methode der Venusdurchgänge deutlich hinter den Erwartungen der Astronomen zurückgeblieben, und sogar hinter der Beobachtung der Marsoppositionen: Gill hatte aus der Marsopposition des Jahres 1877 eine Sonnenparallaxe von 8,78″ ± 0,01″ erhalten.
Im Jahre 1896 verständigten sich die Astronomen während einer Konferenz darauf, der Einheitlichkeit halber für die Ephemeriden einen aus den Venusdurchgängen und anderen Bestimmungen erhaltenen Mittelwert 8,80″ zu verwenden, entsprechend einer astronomischen Einheit von 149,5 Millionen km.
Im 20. Jahrhundert gab es keine Venustransite, man verfeinerte die Ergebnisse mit Hilfe erdnaher Oppositionsstellungen des Kleinplaneten Eros, während welcher Parallaxenmessungen gewonnen werden konnten. Während der Opposition 1900/1901 näherte Eros sich der Erde bis auf 48 Millionen Kilometer; die Parallaxenmessungen lieferten eine Sonnenparallaxe von 8,8006″ ± 0,0022″ (1 AE = 149.488.000 ± 38.000 km). Eine noch günstigere Opposition führte Eros im Jahre 1931 sogar bis auf 26 Millionen Kilometer an die Erde heran; die Beobachtungen von 24 Observatorien ergaben eine Sonnenparallaxe von 8,7904″ ± 0,0010″ (1 AE = 149.675.000 ± 17.000 km). Seit 40 Jahren werden die Distanzen im Planetensystem auch mit Radar gemessen.

## Periodizität
Die Erde benötigt ein siderisches Jahr von TsidE = 365,256 Tagen, um die Sonne einmal zu umlaufen; die Venus benötigt TsidV = 224,70 Tage. Daraus folgt, dass sich eine bestimmte Stellung beider Planeten zueinander – beispielsweise die untere Konjunktion – nach einer synodischen Periode von im Mittel TsynV = 583,9169 Tagen wiederholt.

### Acht Jahre
Obwohl also die Venus (im Mittel) alle knapp 584 Tage ihre untere Konjunktion durchläuft, zieht sie dabei dennoch nur selten vor der Sonnenscheibe vorbei. Da die Venusbahn um 3,4° gegen die Erdbahn geneigt ist, kann die Venus – von der Erde aus gesehen – während einer unteren Konjunktion in einer Distanz von mehr als 8° (16 scheinbaren Sonnendurchmessern) an der Sonne vorbeiziehen, es können sogar 8,84° werden. Damit sich ein Venusdurchgang ereignet, müssen Sonne, Venus und Erde fast genau in einer Linie stehen, Erde und Venus müssen also gleichzeitig in unmittelbarer Nähe der gemeinsamen Schnittlinie ihrer Bahnebenen (der so genannten Knotenlinie) stehen. Die Erde kreuzt die Knotenlinie um den 7. Juni (in diesem Knoten durchläuft die Venus die Erdbahnebene von Nord nach Süd, „absteigender Knoten“) und um den 6. Dezember (von Süd nach Nord, „aufsteigender Knoten“).
Findet an einem gegebenen Datum ein Venusdurchgang statt, so bietet sich die nächste Gelegenheit für einen Durchgang acht Jahre später. Dann ist zum einen eine ganzzahlige Anzahl von Erdjahren verstrichen (nämlich acht: 8 × TsidE = 2922,0480 Tage), die Erde steht also erneut in Knotennähe. Zum anderen entspricht dieser Zeitraum fast genau einer ganzzahligen Anzahl synodischer Venusperioden (nämlich fünf: 5 × TsynV = 2919,5845 Tage) und die Venus durchläuft wieder eine untere Konjunktion, steht daher wieder in Erdnähe und damit ebenfalls wieder in Knotennähe.
Nach vier ereignislosen unteren Konjunktionen an anderen Stellen der Bahn treffen also Erde und Venus in der fünften wieder in Knotennähe aufeinander. Das Zusammentreffen ist jedoch nicht exakt, weil die Erde 2,46 Tage länger braucht, um den Knoten wieder zu erreichen, als die Venus braucht, um die Konjunktion wieder zu erreichen (2922,0480 Tage gegenüber 2919,5845 Tagen). Während der Konjunktion sind Venus und Erde also noch ein Stück vom Knoten entfernt, und die Venus erscheint um 22 Bogenminuten nördlicher (falls am absteigenden Knoten) oder südlicher (falls am aufsteigenden Knoten) als beim letzten Durchgang.
Ging der letzte Durchgang zentral durch die Sonnenscheibe, so verfehlt die Venus bei der nun eingetretenen neuen Gelegenheit die Sonne, da sie jetzt 22′ nördlicher oder südlicher steht, die Sonnenscheibe aber nur einen Radius von 16′ aufweist. Ging jedoch der letzte Durchgang weit genug südlich (bzw. nördlich) durch die Sonnenscheibe, sodass diese auch nach einer Verschiebung um 22′ nach Norden (bzw. Süden) noch getroffen wird, so ereignet sich wieder ein Durchgang, diesmal durch die andere Sonnenhälfte. Bei der nächstfolgenden Gelegenheit weitere acht Jahre später wird die Sonne dann aber zwangsläufig verfehlt (die Verschiebung um 2 × 22′ ist größer als der Sonnendurchmesser von 32′). Venusdurchgänge ereignen sich also entweder einzeln oder in einem Paar mit acht Jahren Abstand. Anschließend driften Knotendurchgang und Konjunktion immer weiter auseinander, sodass für geraume Zeit kein Durchgang stattfinden kann.

### 243 Jahre
Eine längere Periode, in der siderische Erdjahre und synodische Venusperioden jeweils fast exakt ganzzahlig aufgehen, beträgt 243 Jahre: 243 × TsidE ≈ 152 × TsynV. 243 Jahre nach einem Durchgang ereignet sich also wieder ein Durchgang unter ganz ähnlichen Umständen. So fanden beispielsweise die Durchgänge vom 3. Juni 1769 und dem 6. Juni 2012 beide am absteigenden Knoten statt und liefen durch den nördlichen Teil der Sonnenscheibe.

### 121,5 und 105,5 Jahre

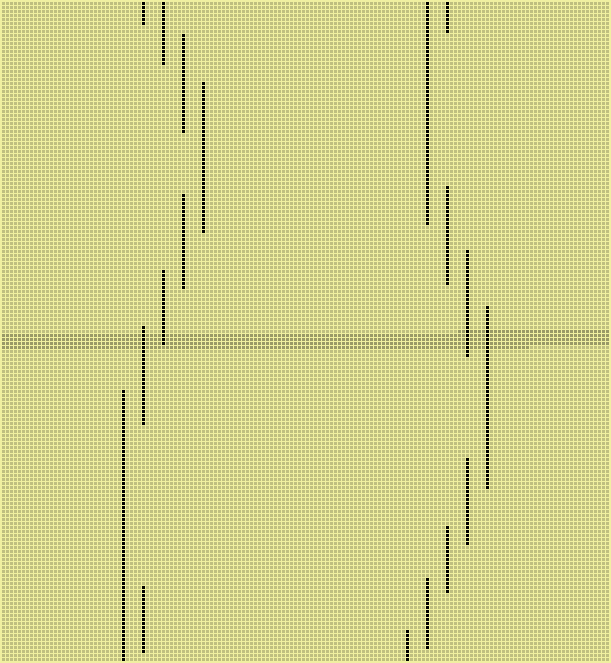
Die Venusdurchgänge weisen im Laufe der Jahrtausende unterschiedliche Periodizitätsmuster auf

Während der Ort der Konjunktion im Zuge seiner oben erwähnten Drift die Bahn umrundet, trifft er jedoch auch auf den gegenüberliegenden Knoten und ermöglicht dort ebenfalls Durchgänge. Die Periodizität der Durchgänge muss in diesen Fällen durch eine halbzahlige Anzahl von siderischen Erdjahren und eine ganzzahlige Anzahl von synodischen Venusperioden ausgedrückt werden. Mögliche Paarungen sind z. B. 121,5 × TsidE ≈ 76 × TsynV und 105,5 × TsidE ≈ 66 × TsynV. Andere Paarungen sind zwar ebenfalls denkbar (z. B. 113.5 × TsidE ≈ 71 × TsynV), können aber hier nicht auftreten, da die Unterperioden sich auf 243 Jahre summieren müssen. Dies ist (gegenwärtig) durch Auftreten der Unterperioden 8 + 105,5 + 8 + 121,5 = 243 der Fall.
Langfristig stellen sich aufgrund der veränderlichen Planetenbahnen auch andere Periodizitätsmuster ein. Die nebenstehende Grafik zeigt alle unteren Konjunktionen der Venus für die Jahre -18109 bis +21988; das Jahrtausend von 2001 bis 3000 ist grau hervorgehoben. Konjunktionen ohne Transit sind als helle Punkte gezeichnet, Konjunktionen mit Transit als dunkle Punkte. Jede Zeile besteht aus 152 Konjunktionen, der Anzahl der Konjunktionen in einem Transitzyklus von 243 Jahren. Während die Periode von 243 Jahren erhalten bleibt, ergeben sich im Laufe der Zeit unterschiedliche Aufteilungen in Unterperioden.
Während des Zeitraums vom 22. Mai 427 v. Chr. bis zum 23. November 424 n. Chr. waren beide 8-Jahres-Paare durch jeweils einen einzelnen Transit ersetzt, das Periodizitätsmuster war 121,5 + 121,5. Anschließend traten jeweils die Mai-Durchgänge in Paaren auf, während die November-Durchgänge einzeln blieben. Das gegenwärtige Muster 8 + 105,5 + 8 + 121,5 begann am 7. Dezember 1631 und wird am 14. Juni 2984 enden. Am 18. Dezember 3089 wird eine Serie mit gepaarten Juni-Durchgängen und einzelnen Dezember-Durchgängen beginnen; dieses Muster 129,5 + 8 + 105,5 wird am 25. Dezember 3818 enden.

## Besondere Formen des Venustransits

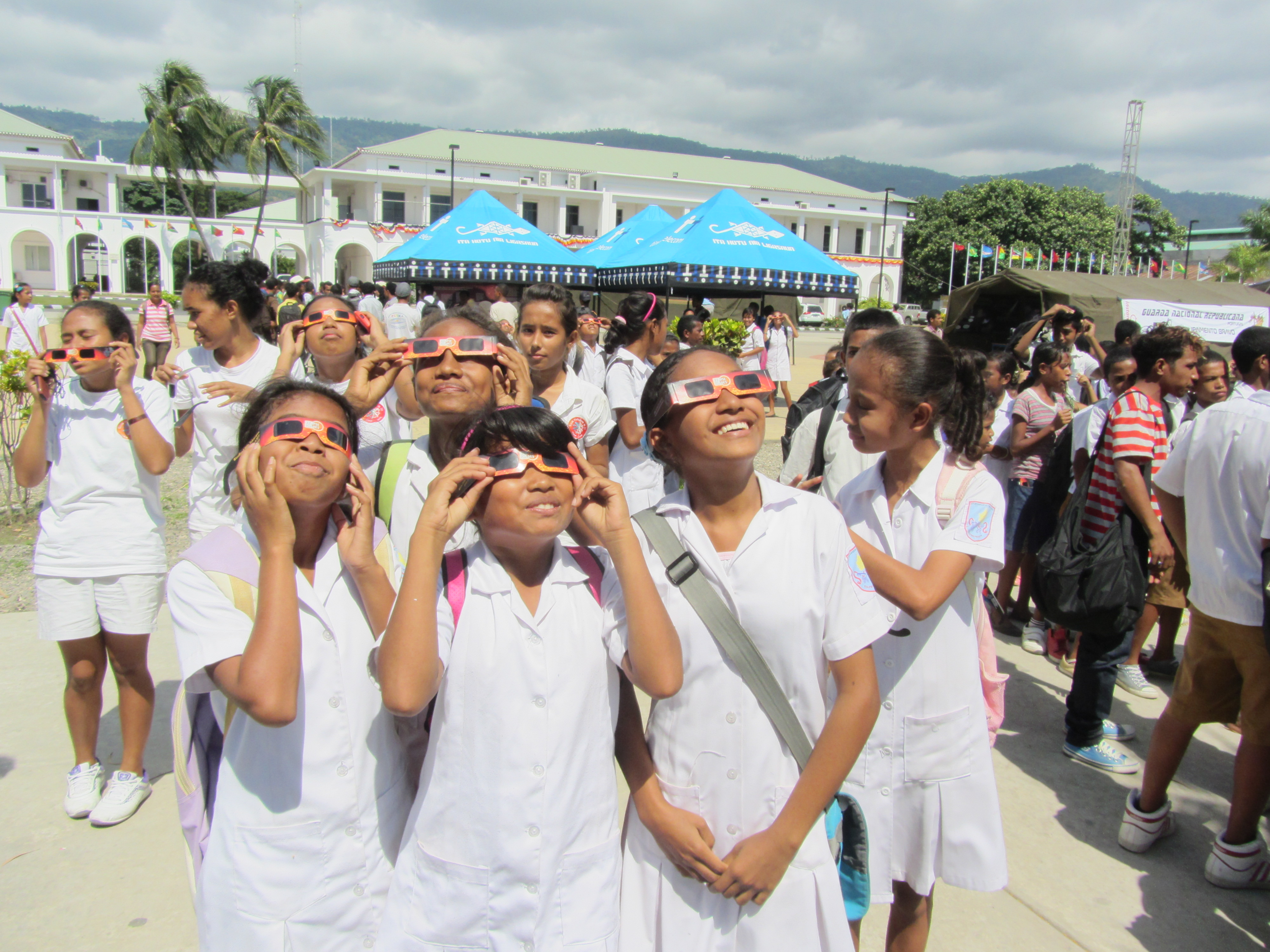
Kinder beobachten in Dili den Venustransit 2012

### Streifender Transit
Es ist prinzipiell möglich, dass die Venus bei einem Transit am Sonnenrand vorbeizieht. Hierbei kann es vorkommen, dass für manche Gebiete der Erde die Venus vollständig und für andere nur teilweise vor der Sonne vorbeiwandert. Solche Durchgänge sind sehr selten: zuletzt fand ein derartiger Durchgang am 6. Dezember 1631 statt. Der nächste derartige Venusdurchgang wird sich erst am 13. Dezember 2611 ereignen.
Es ist auch möglich, dass ein Venusdurchgang von manchen Gebieten der Erde als partieller Durchgang sichtbar ist, während für Beobachter in anderen Teilen der Erde der Planet Venus an der Sonne vorbeizieht. Der letzte derartige Transit fand am 13. Novembergreg. 541 v. Chr. gegen 13:36 Uhr (UT) statt, der nächste derartige Venusdurchgang wird sich am 14. Dezember 2854 ereignen.

### Simultane Transite
Das simultane Auftreten von Merkur- und Venusdurchgängen ist in näherer Zukunft und Vergangenheit wegen der verschiedenen Knotenlage nicht möglich. Allerdings verändert sich die Position der Bahnknoten langsam. Da die Bahnknoten von Merkur und Venus verschieden schnell wandern, werden solche Ereignisse in ferner Zukunft möglich, aber erst im Jahr 69163 und im Jahr 224508. Hingegen ist bereits am 5. April 15232 das gleichzeitige Auftreten einer Sonnenfinsternis und eines Venusdurchganges möglich.
Am 4. Juni 1769 ereignete sich nur fünf Stunden nach Ende des Venusdurchgangs eine totale Sonnenfinsternis, die in Europa, den nördlichsten Teilen Nordamerikas und in Nordasien zumindest als partielle Sonnenfinsternis zu sehen war. Dies war der geringste zeitliche Abstand zwischen einem Planetentransit und einer Sonnenfinsternis in historischer Zeit.

## Hinweise zur Beobachtung

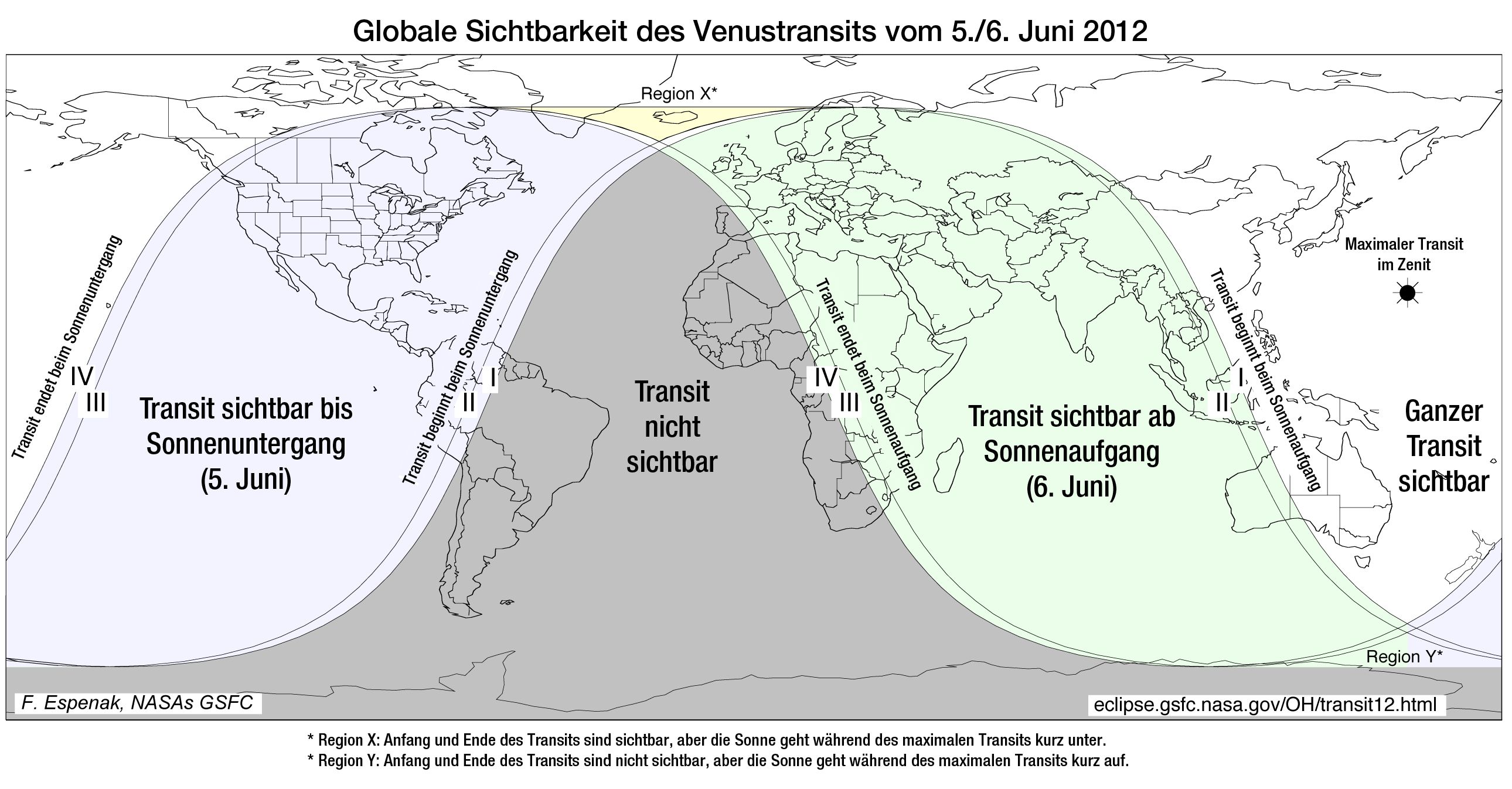
Globale Sichtbarkeit des Venustransits vom 5./6. Juni 2012

Von Beobachtungen der Sonne oder eines Planetentransits mit bloßem Auge oder mit selbstgebauten Filtern ist unbedingt abzuraten. Bei Eigenbaufiltern aus ungeprüften Materialien besteht keine Sicherheit, ob schädliche, aber unsichtbare Ultraviolett- und Infrarotanteile des Sonnenlichtes ausgefiltert werden. Vor allem sollte man niemals mit bloßem Auge (auch nicht mit Sonnenbrille oder ähnlichem) durch ein Prismenfernglas oder Teleskop in die Sonne sehen, da das Sonnenlicht so stark gebündelt wird, dass die Netzhaut des Auges sofort zerstört, bzw. stark geschädigt wird. Bei der direkten Beobachtung durch ein Teleskop müssen unbedingt geeignete Sonnenfilter vor dem Objektiv – nicht erst vor oder hinter dem Okular – verwendet werden.
Am einfachsten ist es, Sonnenbeobachtungen durch Projektion des Sonnenbildes auf weißes Papier durchzuführen. Dabei richtet man das Teleskop anhand seines Schattens auf die Sonne aus und hält das Papier in 10–30 cm Abstand hinter das Okular. Die Sonne erscheint dann als helle kreisförmige Fläche und wird durch Drehen des Okulars scharfgestellt. Venus oder Merkur wandern als kleines dunkles Scheibchen im Laufe von Stunden über die Fläche hinweg.
Diese Projektionsmethode eignet sich auch sehr gut für die Beobachtung von Sonnenflecken. Dabei muss man allerdings aufpassen, dass sich das Teleskop nicht überhitzt, wodurch Linsen oder Spiegel zerplatzen würden. Das Sucherfernrohr des Teleskops muss abgedeckt sein, da die gebündelte Strahlung der Sonne ausreicht, das Fadenkreuz des Suchers zu zerstören oder in die Kleidung Löcher zu brennen.
Außerdem bieten Sternwarten bei Venustransiten (wie auch bei anderen wichtigen astronomischen Ereignissen) die Möglichkeit der Beobachtung des Vorgangs mit Hilfe professioneller Instrumente.

## Bilder des Verlaufs vom 8. Juni 2004

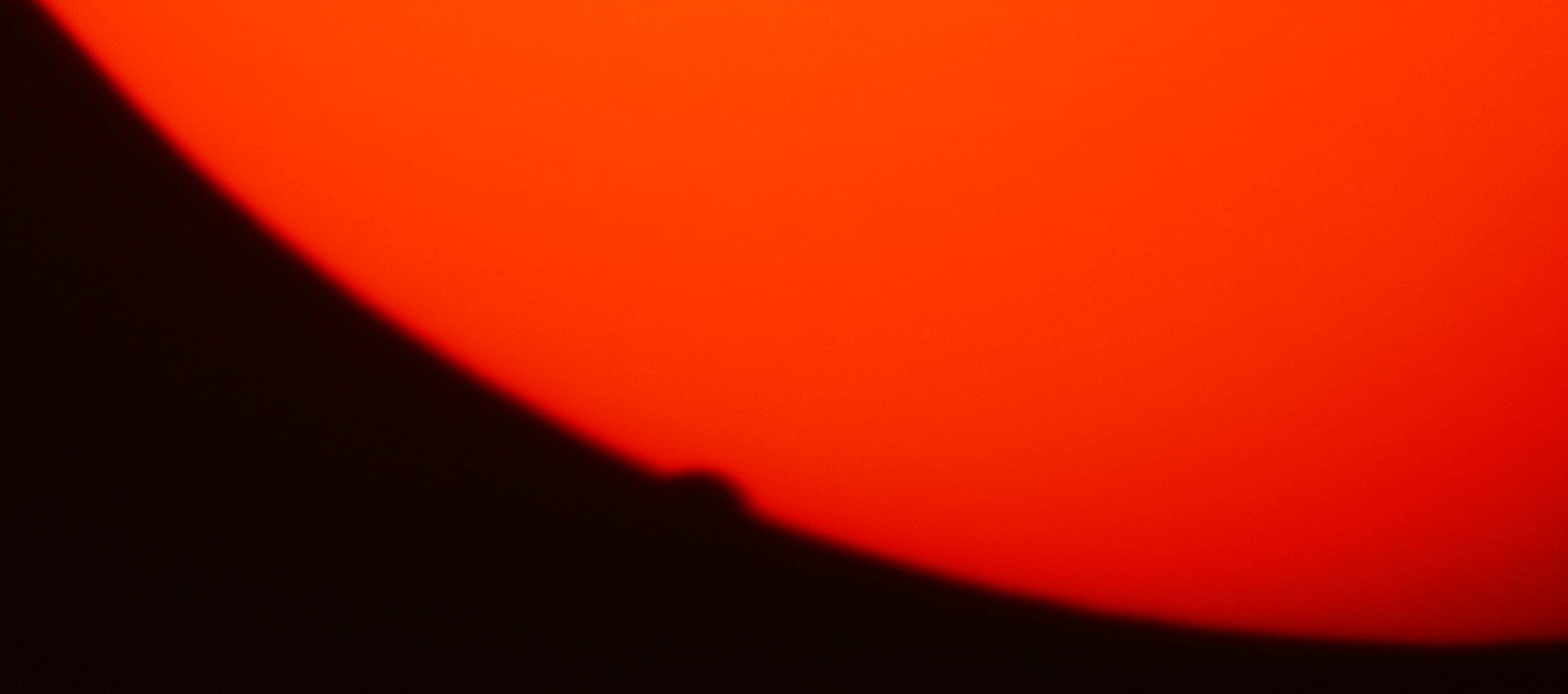
7:31 Uhr: Venus berührt die Sonnenscheibe
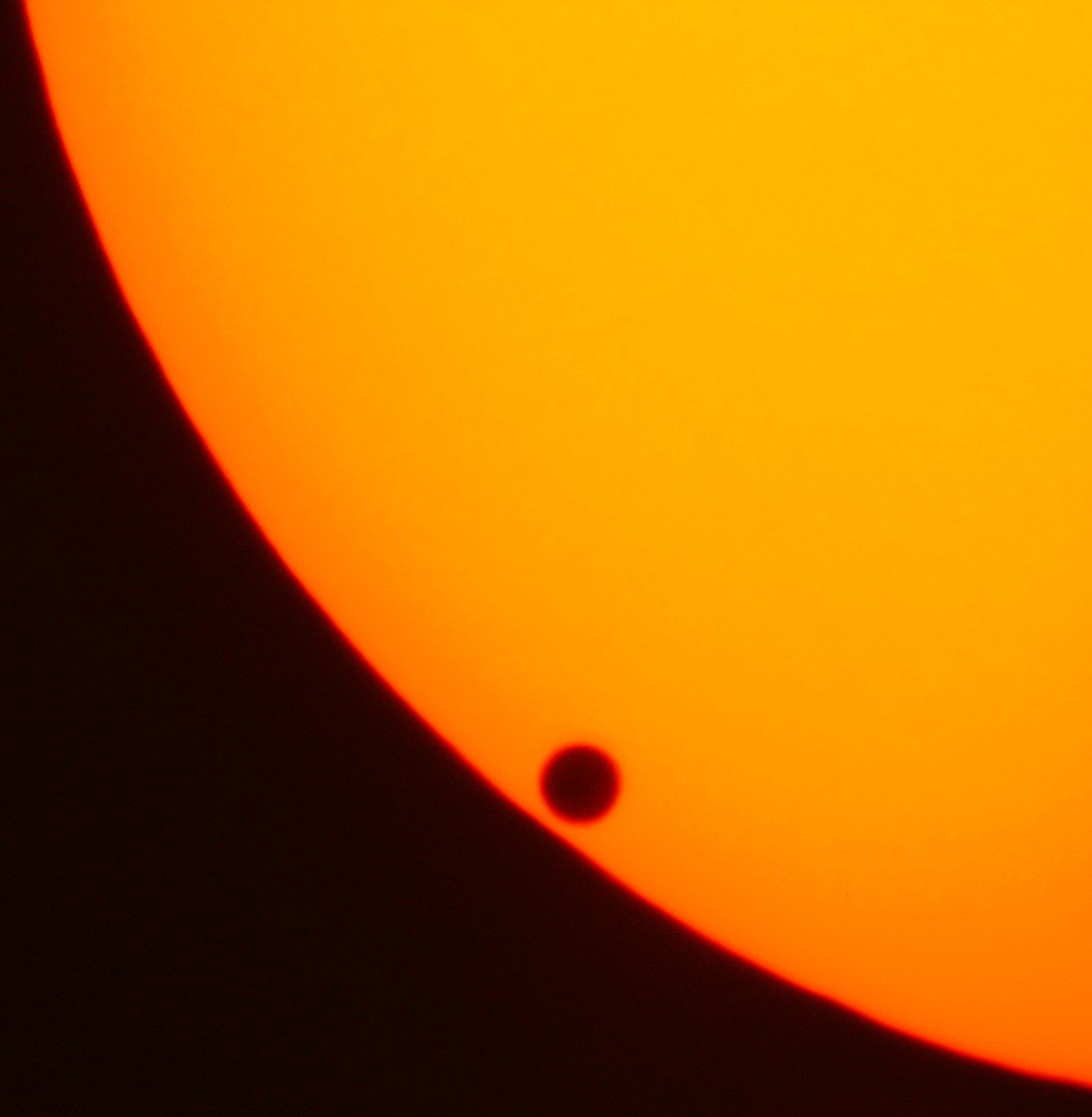
7:49 Uhr: Venus gerade vollständig auf der Sonnenscheibe
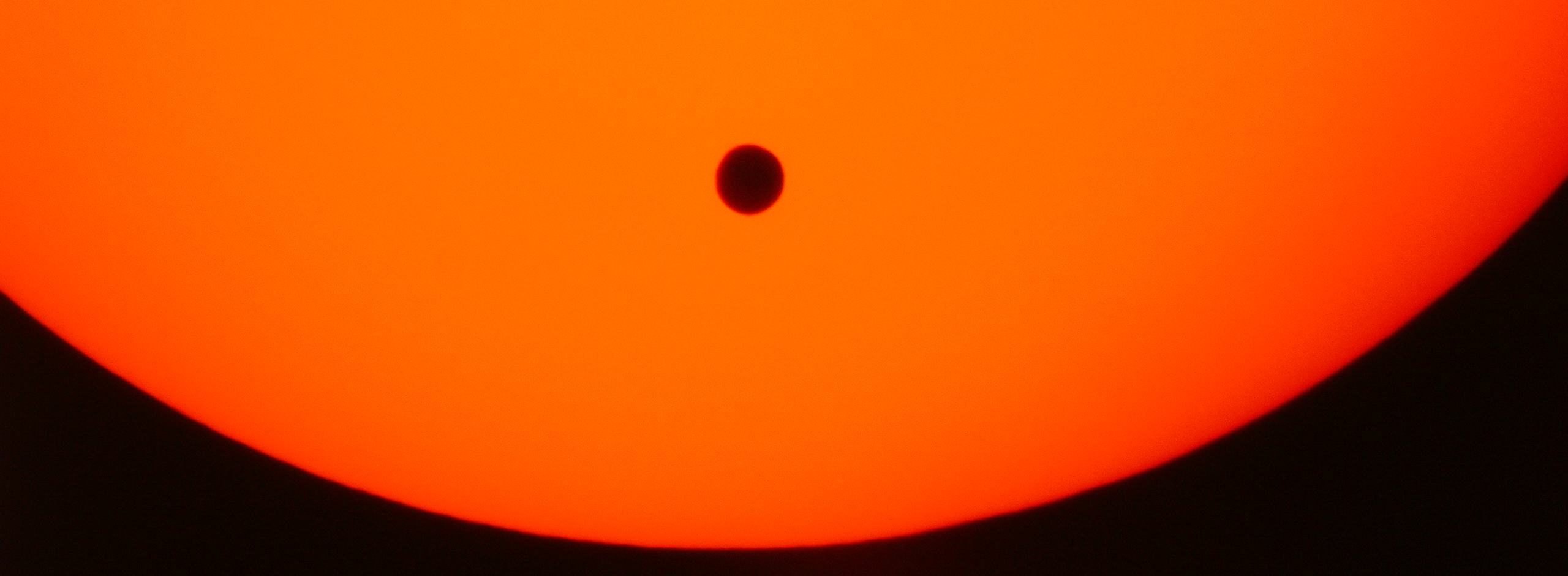
10:19 Uhr: Venus in der Mitte ihres Wegs vor der Sonnenscheibe
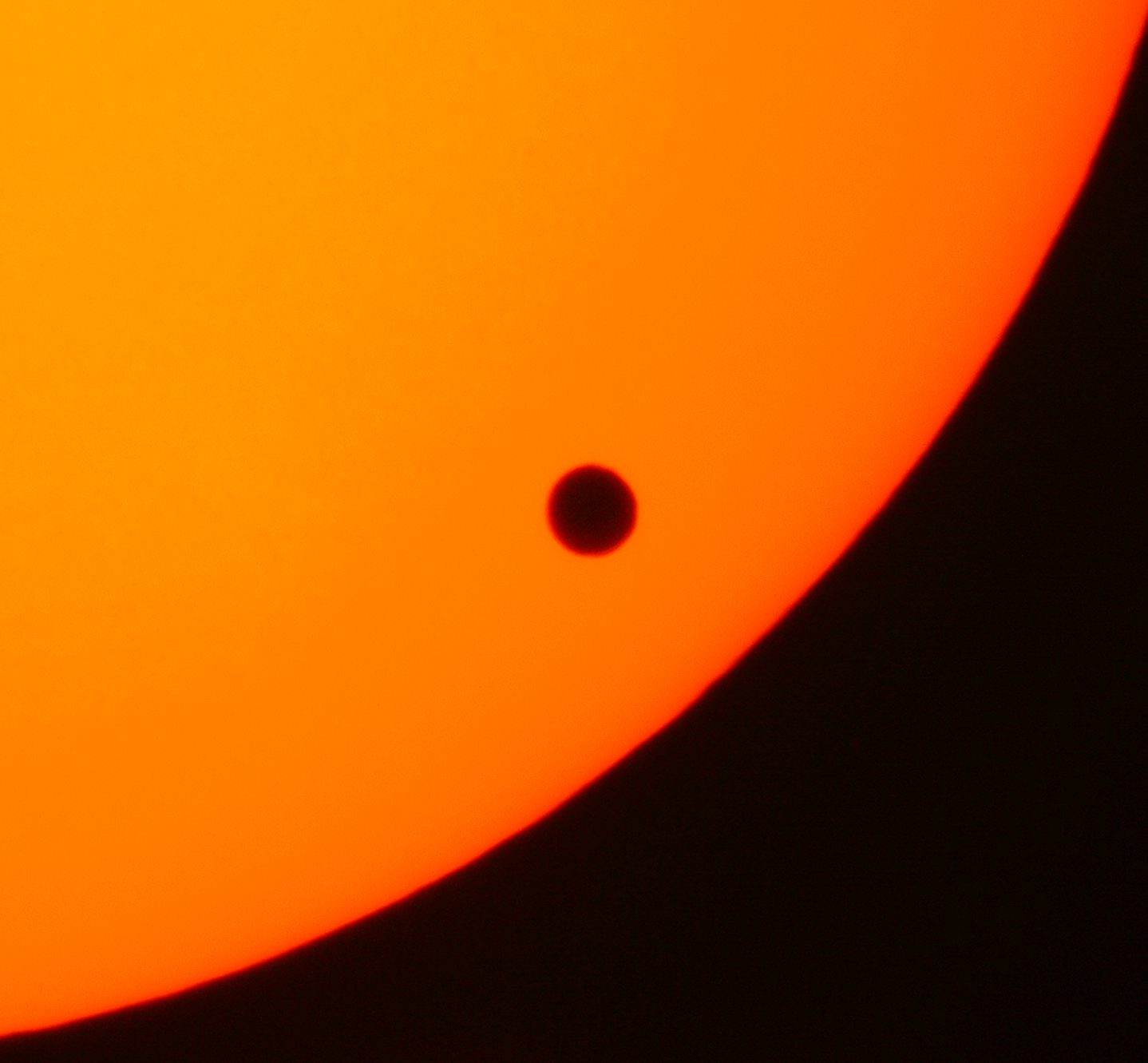
12:33 Uhr: Venus nähert sich dem östlichen Rand der Sonnenscheibe
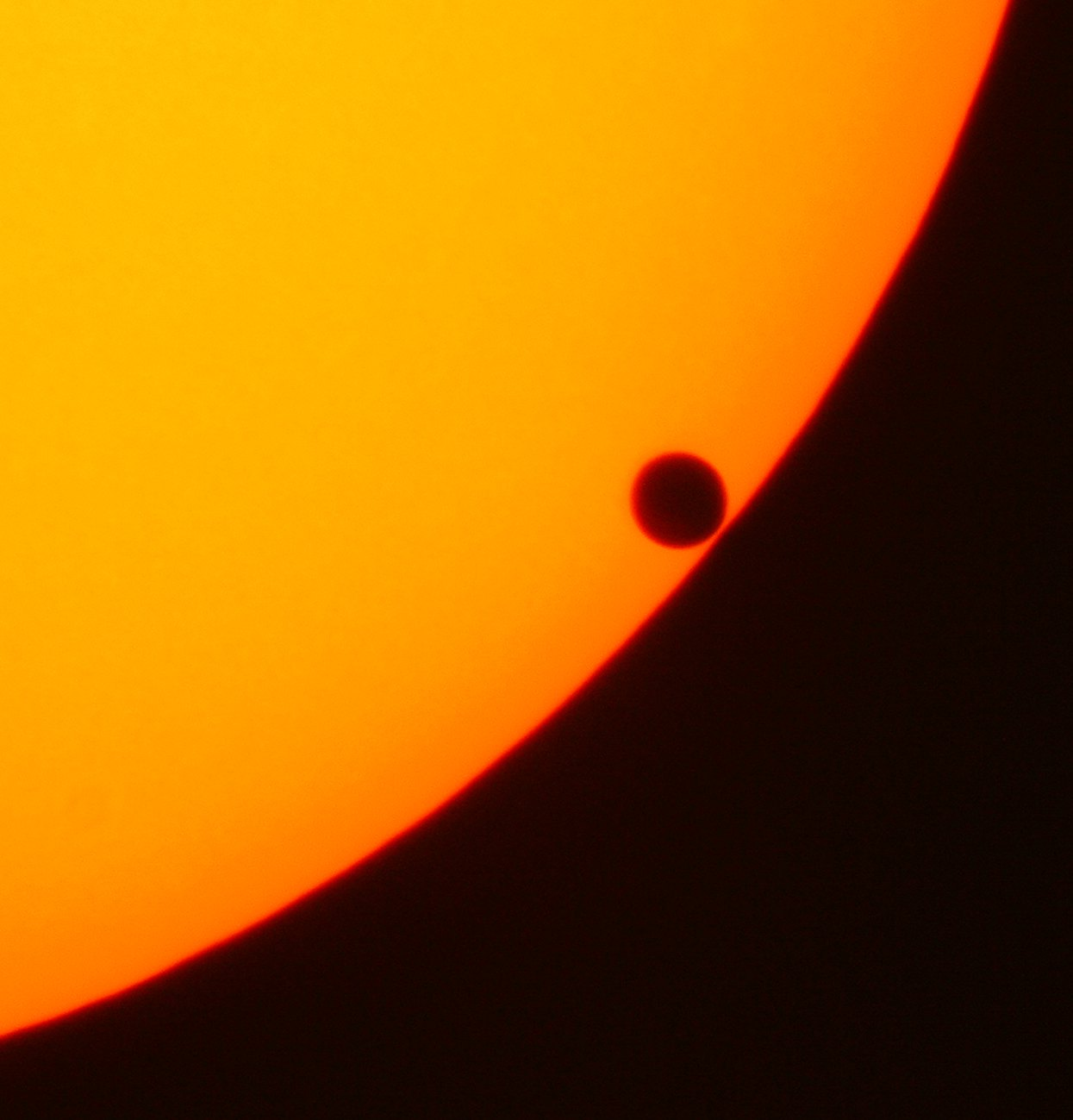
13:10 Uhr: Venus fast am östlichen Rand der Sonnenscheibe
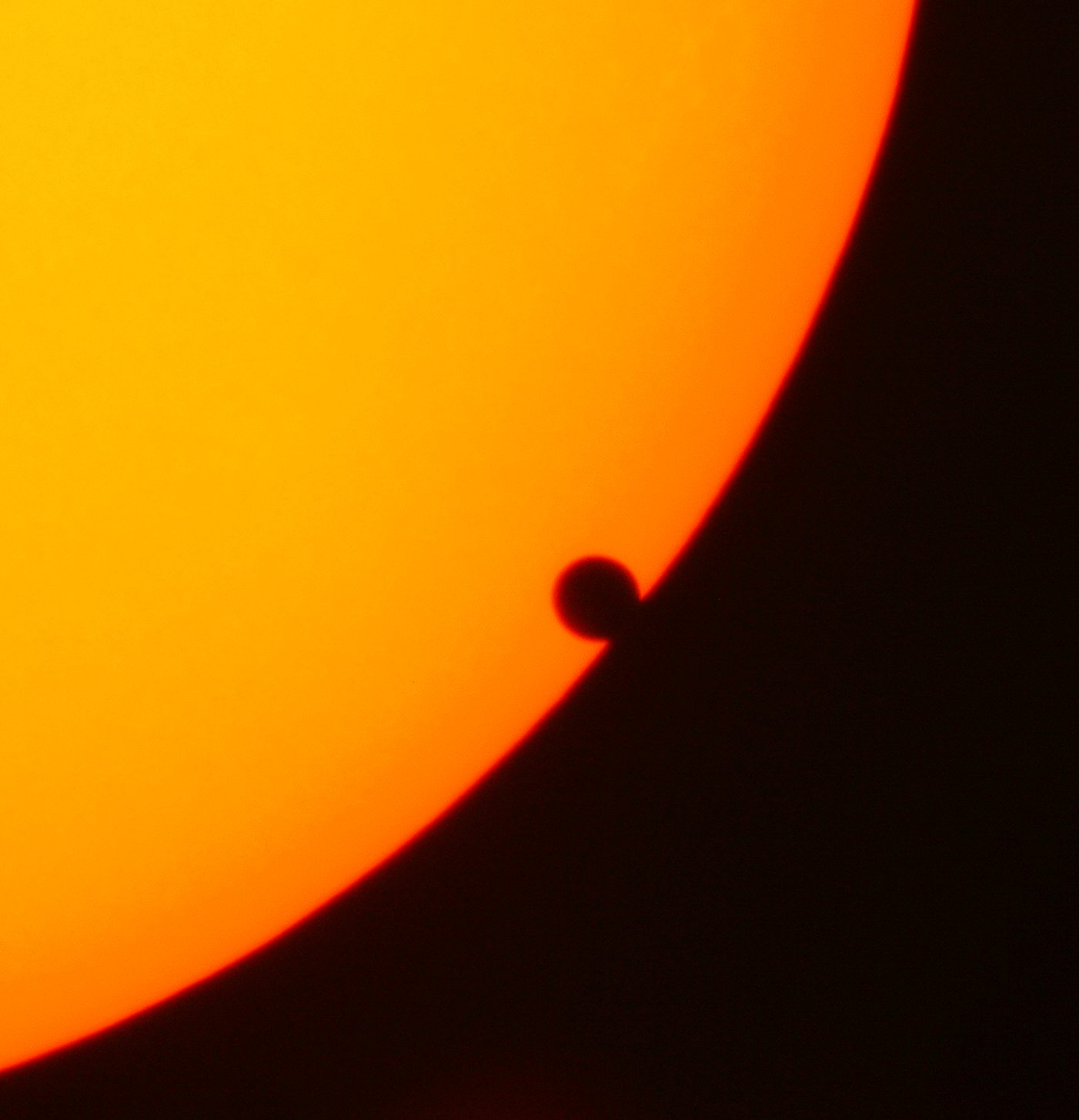
13:13 Uhr: Venus über dem Rand der Sonnenscheibe
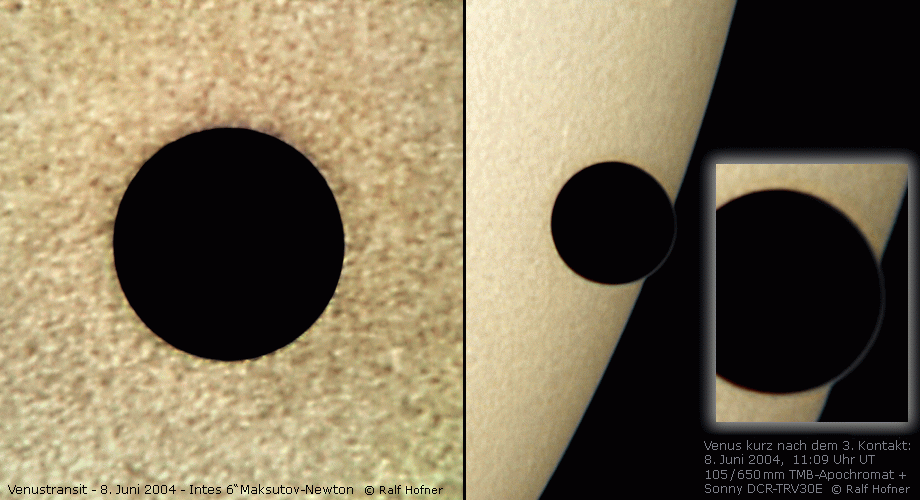
10:10 und 13:09 Uhr: Venustransit – Aufnahmen in hoher Auflösung, incl. Lomonosov-Ring
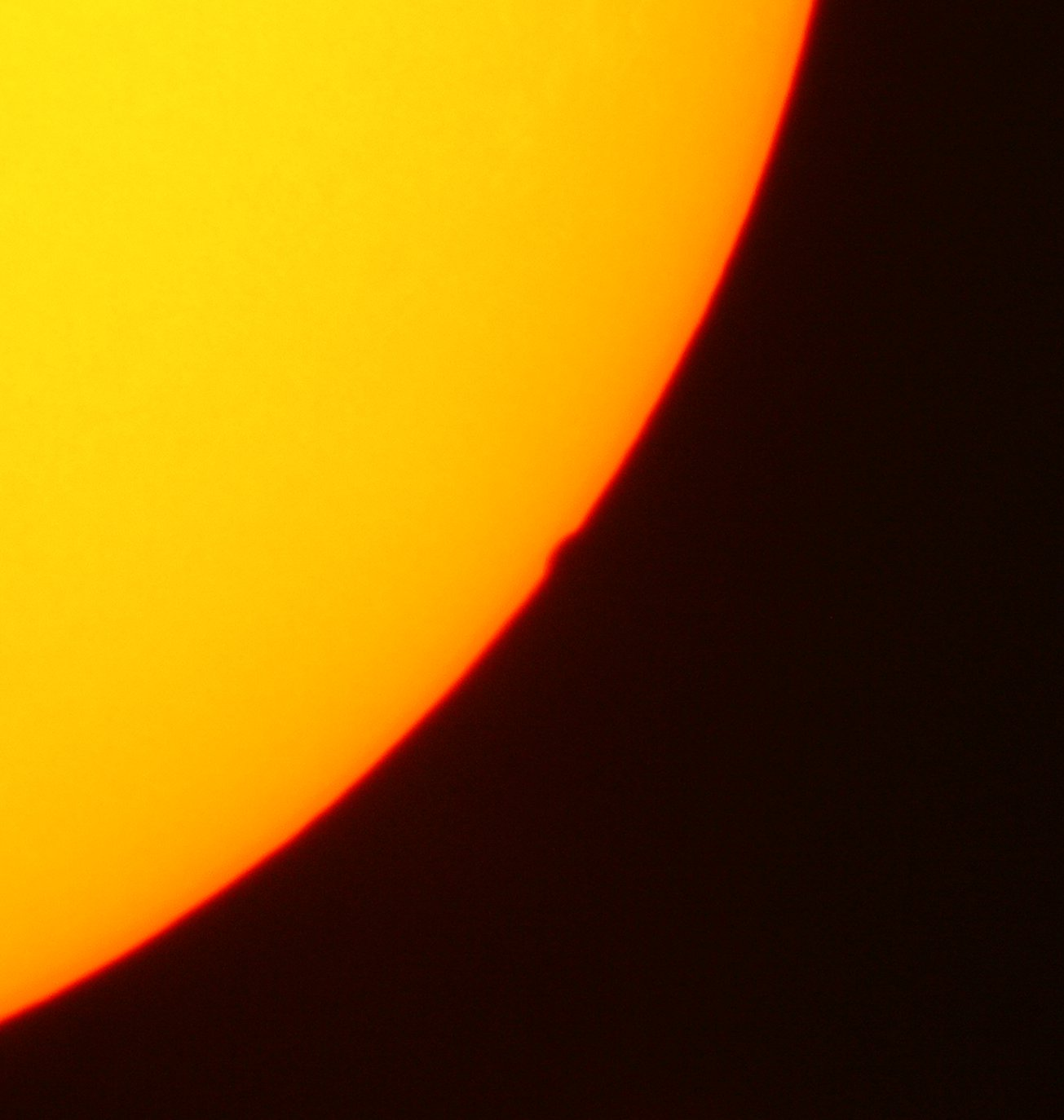
13:29 Uhr: Venus verlässt die Sonnenscheibe

## Bilder des Verlaufs vom 6. Juni 2012

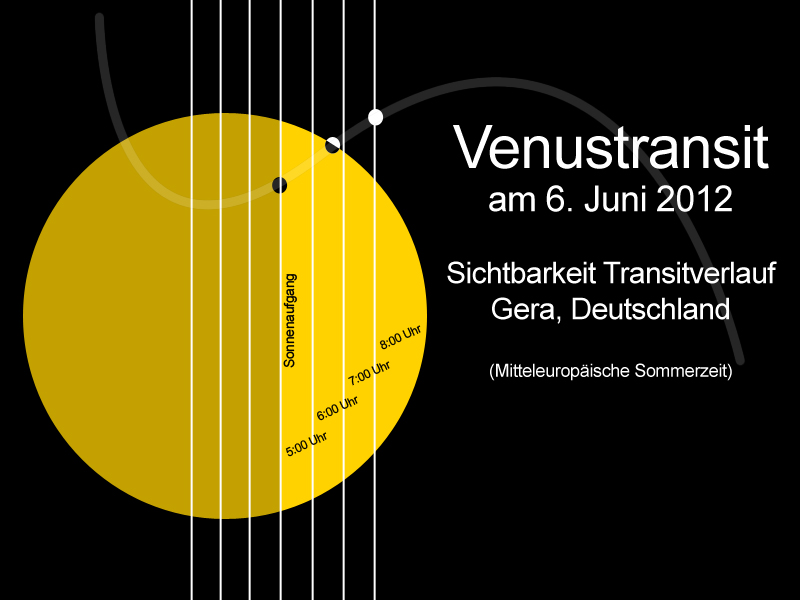
Verlauf des Venustransit schematisch Zeitangaben in UTC+2
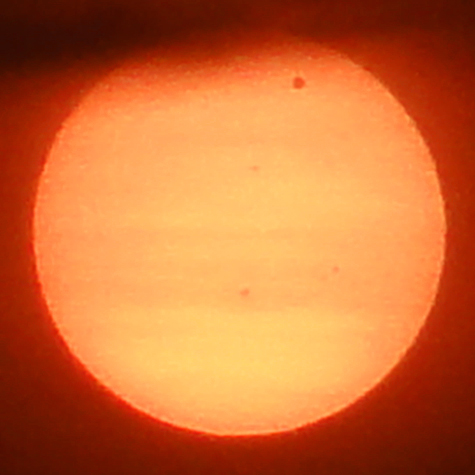
Gera/Thüringen Deutschland 05:38 Uhr (UTC+2)
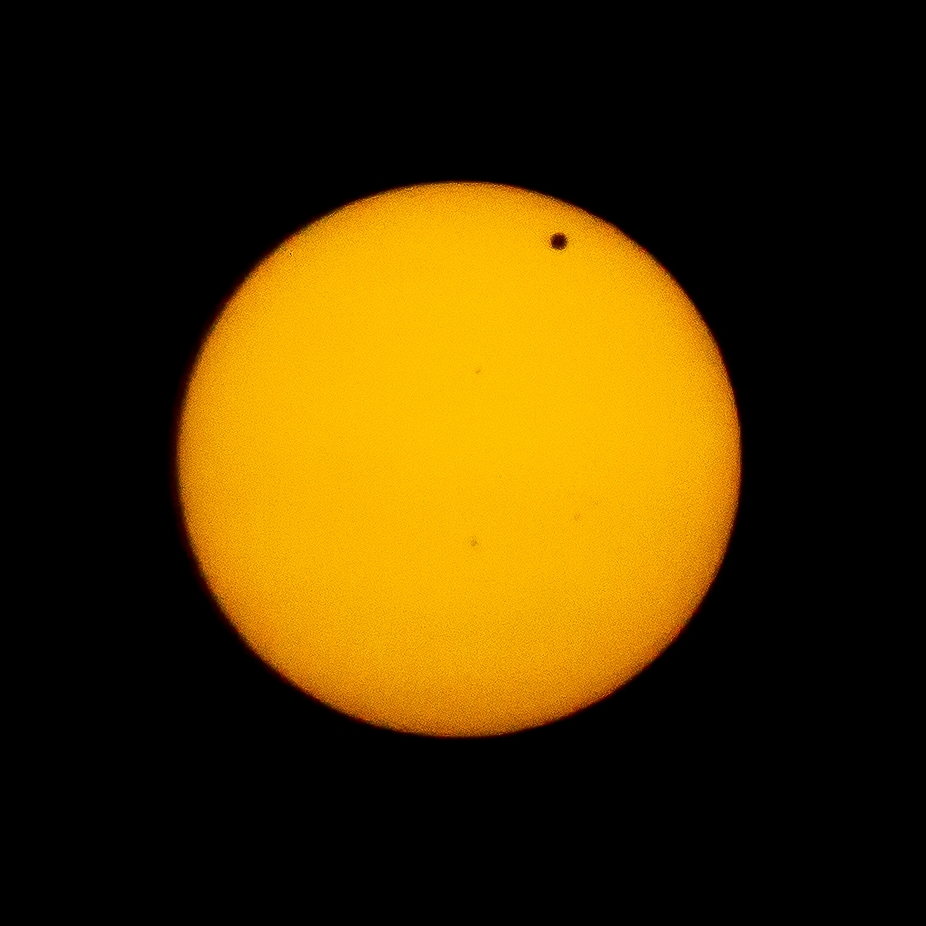
Finsterwalde/Brandenburg Deutschland 06:10 Uhr (UTC+2)
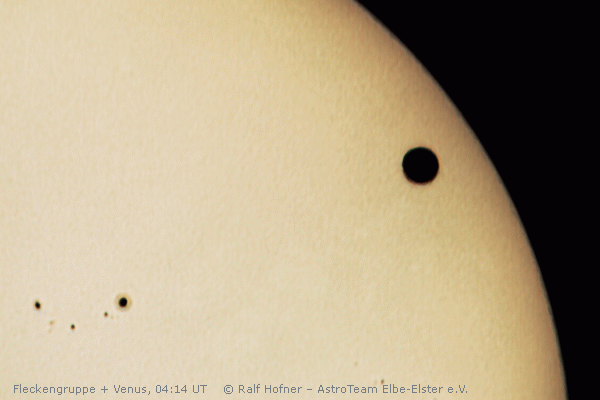
Jeßnigk / Brandenburg Deutschland 06:14 Uhr (UTC+2)
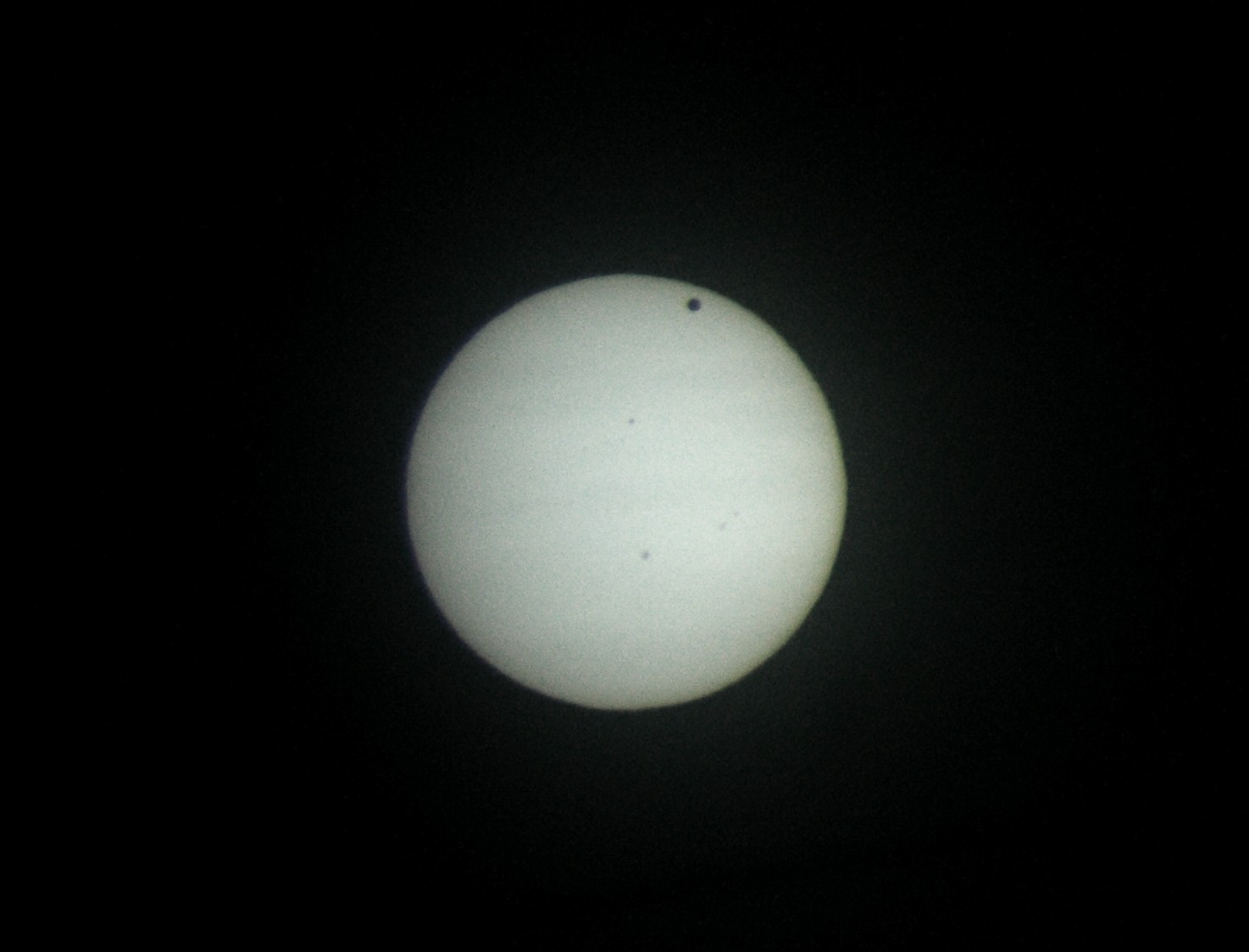
Wiener Neustadt, Österreich 6:19 Uhr (UTC+2)
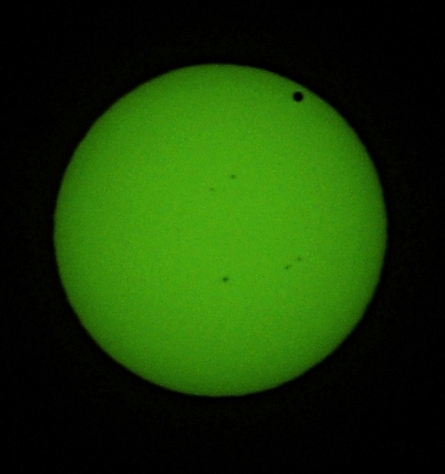
Schleswig-Holstein Deutschland 6:23 Uhr (UTC+2)
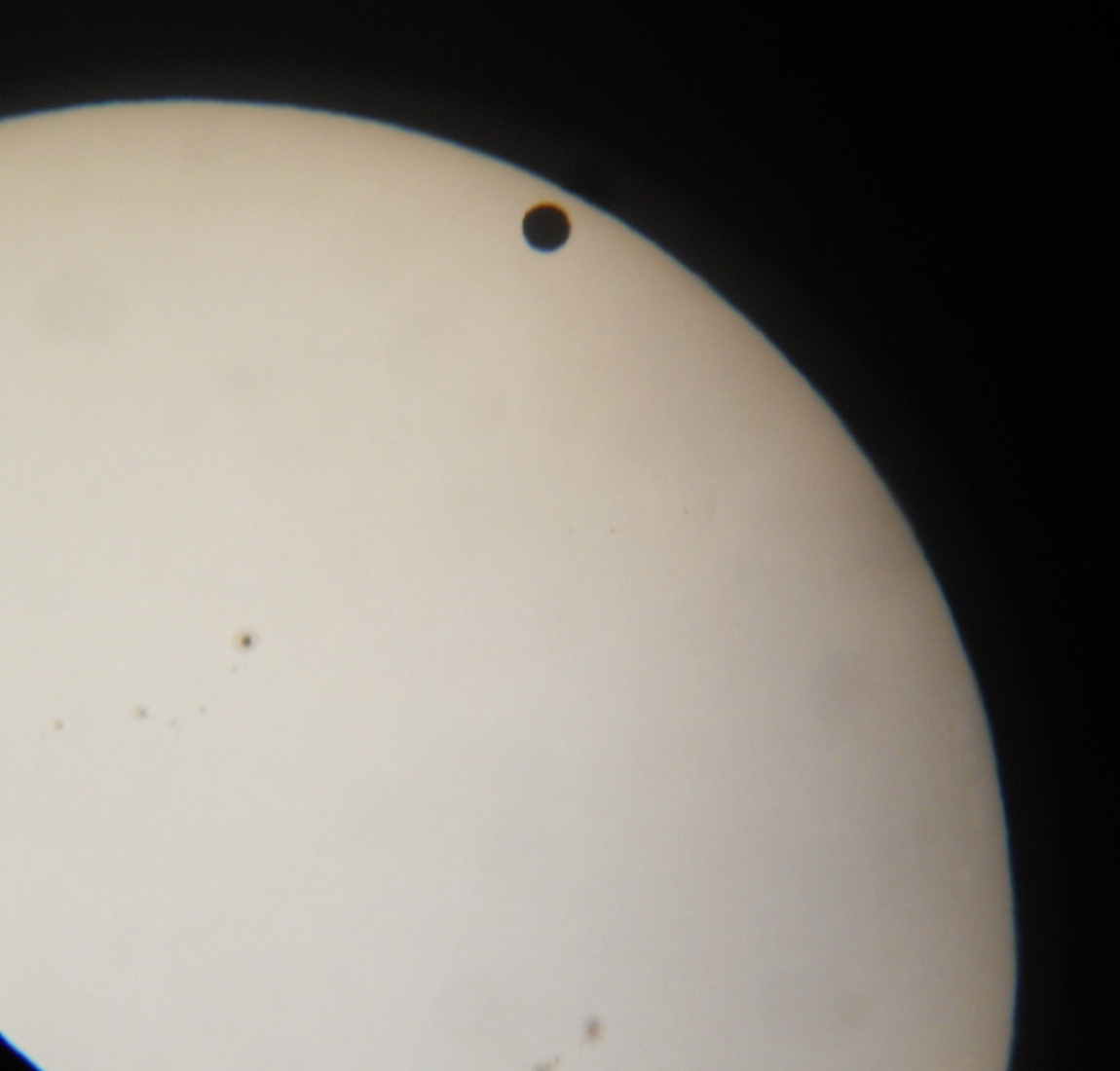
Niederösterreich Österreich 6:32 Uhr (UTC+2)
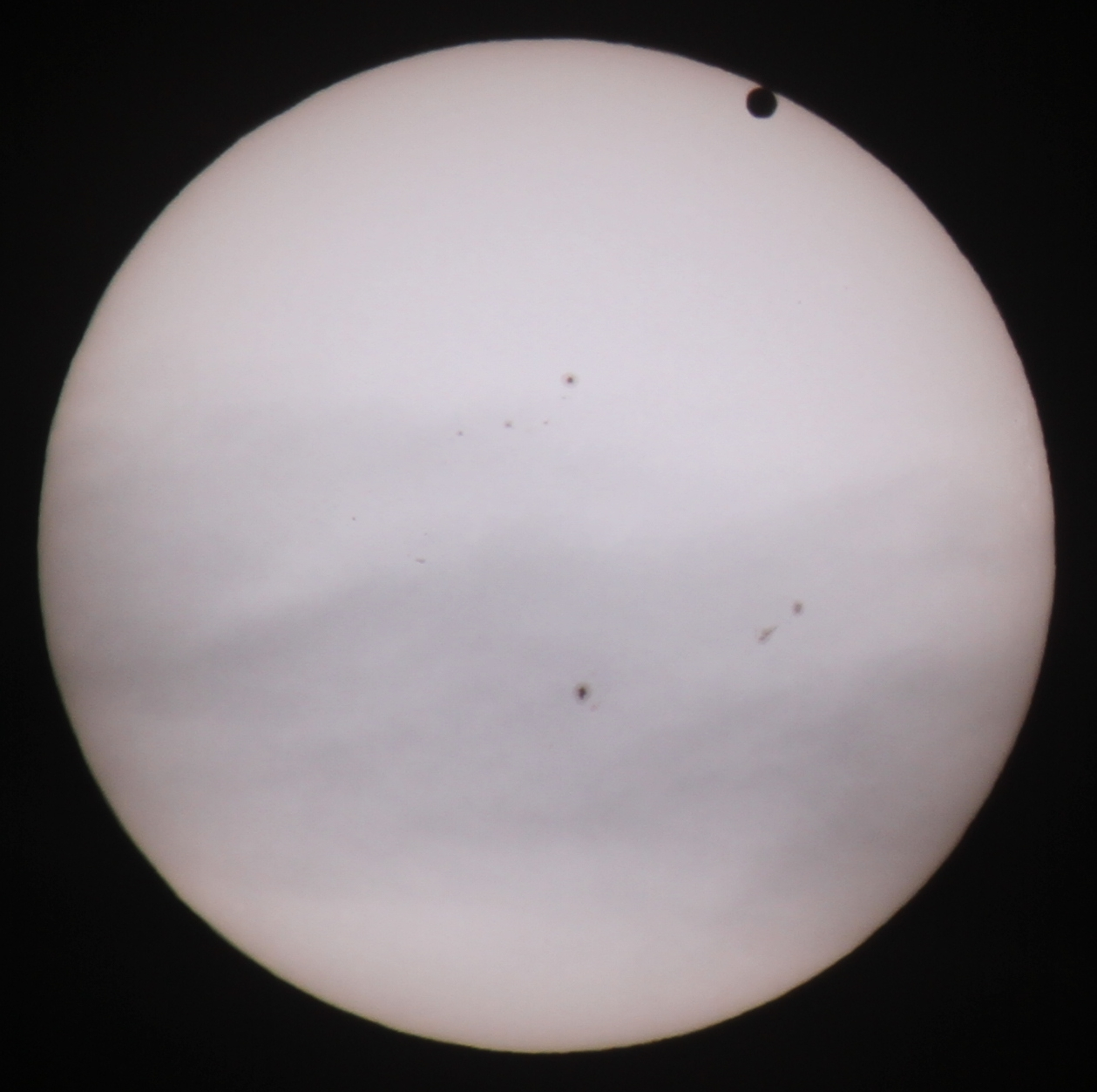
Wien, Österreich 3. Kontakt 06:37 Uhr (UTC+2)
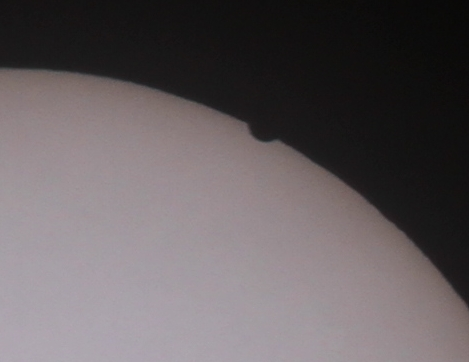
Wien, Österreich Transit-Ende 06:50 Uhr (UTC+2)